# ROOTS26
『ROOTS26』は、コナミの音楽ゲーム『beatmania IIDX』において、イラストレーターのGOLIが手掛けたキャラクターの総称、及び同キャラクターを扱った雑誌の連載コーナーやドラマCDなどの作品群。

## 概要
当初はポスターやシステム画面に登場する「イメージキャラクター」と称されあくまで曲中のレイヤーやリザルト画面に登場するオマケ要素的なものであったが、やがてキャラ自体に人気が出ることになりゲーム雑誌「月刊アルカディア」のIIDXを取り扱うコーナーにて各キャラクターのプロフィールが掲載されることになった。そしてIIDX本編では『9th style』に収録された楽曲「LOVE SHINE」、『10th style』に収録された「DoLL」など、キャラクター主体のムービーが作られた。
キャラクターについては2006年のインタビューにより登場人物は全部で26人となっており、『IIDX17 SIRIUS』稼動時点での総数も同数である。更に、メインキャラとして登場してはいないが存在が確認されているシアの養父、ファーボ、そして弦士（士朗、エレキの父）を数に入れると既に人物は出尽くしている事になる。
2006年に「月刊アルカディア」で『ROOTS26』の連載が開始される。基本的にキャラクターの人気投票やイラスト投稿などが中心であるが、まれにGOLIの描き下ろしイラストと共にキャラクターのバックボーンを書いた短編小説とマンガが掲載されることがある。内容は日常のドタバタ劇であったが、後に神崎家を中心としたストーリーへと変化していった。2006年6月号から連載され、2009年4月号で終了した。
2007年には「beatmania IIDX フィギュア 1/8シリーズ」（コナミスタイル専売）や「beatmania IIDX ヒロインフィギュアコレクション」（プライズゲーム用）と題したキャラクターのフィギュアが登場している。
また2008年には『パチスロ beatmania』（KPE）に登場しており、キャラクターの一部に声優が起用されている。2009年にはコナミスタイル専売でほぼ同じ声優陣によるCDドラマ『Roots26 S[suite]』のリリースされており、完結編であるVol.3までが発売されている。
2009年稼働の『17 SIRIUS』に於いては、主要キャラクターが登場するストーリー仕立ての「パーティーモード」が追加された。また、ドラマCDのストーリーの流れを汲んだストーリーが『18 Resort Anthem』に「STORYモード」として導入された。
それ以降はしばらく大きなストーリーは追加されず、ドラマCDが2012年を最後に終了してからは、各キャラクターも楽曲レイヤーやポスターに起用される程度で目立った活動はなくなった。しかしコンテンツ自体が消滅したわけではなく、原案者であるGOLIは自身のTwitterアカウントで各キャラのイラストを頻繁に投稿している。ゲーム上では、2019年に稼働した『27 HEROIC VERSE』のイベント『HEROIC WORKOUT!!』で久々にキャラクター達が登場するストーリーが展開された。

## キャラクター
『beatmania IIDX』シリーズに登場する、ポスターやリザルト画面に登場する人物。ここでは初出順に解説する。声優はパチスロ版及びドラマCDのものである。また初期のキャラクターには好きなアーティストが設定されていたがこれは『5th』まで付けられていた設定で、公式サイトのキャラクターの画像で判明できる。『7th』公式サイトで掲載された各キャラのプロフィールでは書かれず、それ以降のプロフィールでは書かれることはなかった。また「第1期掲載時」は『ROOTS26』連載前のIIDXを取り扱うコーナーに掲載されていたキャラ紹介文を指す。
ユーズ(YUZ)
声：小野坂昌也
初出は『beatmania IIDX 2nd style』。赤い逆毛で、ヘッドギアを着けている男性。血液型はA型で年齢は明かされていない。名前は「遊頭」、一人称は「俺」で関西弁で話す。
好きなアーティストはYOJI BIOMEHANIKA。好きなものは3rd公式サイトではテクノ（特にトランス）・スパゲッティー、5th公式サイトではテクノ・トランス・スパゲッティー・酒・煙草、アルカディア第一期掲載時ではテクノ・ゴアトランス・スパゲッティー・酒・煙草、『IIDXバイブル』ではテクノ・ゴアトランス・阪神・酒・煙草、『ROOTS26』ではテクノ・ゴアトラ・たこ焼き・酒・…煙草はただ今、禁煙中、となる。
コテコテの関西人で、阪神ファン。過去にセリカにタイガースの虎マークを「猫っぽくて嫌」と言われて激怒し、ヘッドフォンで「六甲おろし」をエンドレスで聞かせてお仕置きをしたこともあった。テクノ、トランス好きであり自身も作曲をしてはコナミサウンドチームに曲を送り付けている（『ROOTS26』では六甲おろしがリミックスされてIIDXに収録されることを望んでおりコナミのサウンドチームに自身がリミックスした曲を何度か送り続けていることがわかる）。若手には厳しいが人情に熱い面があり、仲間内では兄貴分にあたる。ゲームは全般的に好んでいる。IIDXの腕前はナイアとほぼ拮抗しており、一度だけ勝利している。シュウォッチで指を鍛えている。『ROOTS26』では本業はデザイナーであることが判明し最近では個人事務所を設立し、ケイナを低賃金で使っている。セリカとは「ゲームの弟子以上?」らしい。
『Roots26 S[suite]Vol.1』ではROOTS26の一室で仲間達にたこ焼を披露するが彩葉とリリスが作った惚れ薬の原液をセリカがだし汁と間違えて入れてしまい、そのたこ焼をユーズ、士朗、エレキ男性陣が食べてしまい大騒動となる。
『Roots26 S[suite]Vol.2』第二話ではメンバーを誘って海へ出掛けることとなるが実際は仕事をサボって出掛けていたため、ケイナからの連絡が来たときには、顔面蒼白となりバレないようにしていたがセリカがユーズの代わりにケイナに連絡してしまったためサボっていたことがバレてしまい結局ケイナに連れ戻されてしまう（その後帰りは男性陣が乗る車にはナイアが運転し、女性陣は孔雀が運転する車に乗ることとなる）。第三話では駅近くのマンションの一室に事務所を設けており、部屋にはカットウィッグをスタンド代わりにした無数のヘッドフォンのコレクションが置いてあった（訪れた彩葉とリリスは怖がられていたが）。
『Roots26 S[suite]Vol.3』第三話ではケイナのいない事務所で一人仕事をしているときにセリカから連絡が入り、エリカを必死に探していることが告げられ携帯越しからエリカを心配していることに気づきセリカの元へ向かった。普段仕事をサボるなど情けないイメージがあったが、ここではセリカを心配するなど優しい一面を見せた。しかしブックレットの第四話第一部ではセリカとナイアの一人の男性を取り合うおぞましき女の戦いに仲裁に入ろうとしたが、両者から蹴りを入れられるオチになった。
名前の由来はグラフィックデザイナーであるYUZ。『5th style』の頃まではまるで同一人物のような設定が為されていたが、YUZがデザイナーチームから抜けるとその設定もフェードアウトしていった（そのためかドラマCDでは一部本名が設定されたキャラがいたが、唯一彼のみ本名が明かされていない）。
ナイア(NYAH)
声：浅野真澄
初出は『beatmania IIDX 2nd style』。ピンク色のショートヘアの女性。年齢は4th公式サイトで明かされたプロフィールでは19歳、それ以降のプロフィールでは21歳。香港出身で血液型はA型。一人称は『ROOTS26』では「アタシ」、『Roots26 S[suite』では「わたし」。
好きなアーティストはAKIRA YAMAOKA（4th公式サイトの画像より）。好きなものは4th公式サイトでは中華全般・飲茶、7th公式サイトでは中華料理全般・飲茶・自分、アルカディア第一期掲載時及び『IIDXバイブル』ではゴア・サイケ・中華料理全般・飲茶・自分、『ROOT26』ではゴア・サイケ・中華料理全般・飲茶・自分＜∞＜夏天、となっている。
祖父の経営する横浜の中華料理店「星龍華」で働いている。気丈で面倒見が良いため、特に女性陣からは姉貴分として慕われている。substreamからプレイしているためにIIDXの腕前は最強で、ジルチと40度の高熱を押してまで勝負した以外には負けたことがなかった。度重なる勝利が築き上げたプライドが災いしてか、もしも負けよう物なら形振り構わず大泣きする一面も。後に『ROOT26』で長年のライバルであるユーズにも敗北する。勝利の暁に「恋人になる権利」を用意していたが、ユーズが勝利の祝杯で酔ったまま帰っていったためになかったことにされている。
幼い頃に妹のアルアと海難事故で生き別れる。その際の精神的なショックが大きく次第に自室に引き篭もるようになり、心配する両親の機転から日本へ留学することに。それからも心の傷は癒えず孤独の気紛わせるためにIIDXをプレーしていたがある大会でセリカ達と出会い、仲間達との交流から自分を取り戻す。その後出会ったリリスやツガルに妹の面影を見出し、溺愛するようになる。『ROOTS26』では、奇跡的な生還を果たした後に歌姫シアとして来日したアルアとブラウン管越しに再会。アルアの養父となったピアニストの許可を得てDNA鑑定を依頼し、この後、ようやく姉妹としての生活を取り戻す。
『Roots26 S[suite]』のブックレットのキャラ紹介文には身体能力が高く香港で身に付けた拳法は岩を砕くほどであると記述されている。また劇中では達磨と津軽に関係するストーリーに出演している。
『Roots26 S[suite]Vol.2』第一話では夕方に津軽に会い甘味処へ連れていき、奢ってあげて彼女の愚痴を聞いてあげた。また、電話で達磨に文句を言ったりもした。第二話ではリリスの体つきを目にし、自身の小さめの胸を気にしていた。また、達磨と共にナンパ染みた行為をした孔雀の赤外線スコープを、素手で捻じ曲げる程の怪力を見せ付けた（そのとき口調が乱暴となり、孔雀は恐怖を感じて逃げ出した）。自動車のゴールド免許を取得していることが判明するが実際運転したことはなく士朗とエレキ、達磨が乗車したときは阿鼻叫喚していた。
『Roots26 S[suite]Vol.3』第四話第二部では、クリスマスの夜に達磨の居る研究機関にみんなで行くが、みんなで作ったミニツリーを叩き落した挙句、意識を失った津軽へのやり場のない思いから彼女達を罵倒するタツマに怒りを露にし、みんなを連れて帰っていった。
『6th style』にて大幅に顔の描き方が変更された。これについて当時のGOLIは「誰だかわからないかも知れませんが、ナイアです」とコメントしている。『10th style』、『IIDX RED』で2回髪型を変えた後元に戻り『SIRIUS』で髪が短くなった。
セリカ(CELICA)
声：中原麻衣
初出は『beatmania IIDX 3rd style』。血液型はAB型。紫色のツインテールが特徴の女性。一人称は「あたし」。エリカからは時々「セリ」と呼ばれることも。
好きなものは：ユーロビート・明太子→7th公式サイト掲載時：EUROBEAT・けっきょく南極大冒険（FC）。・明太子・指輪→アルカディア第一期掲載時：EUROBEAT・エリカに借りているファミコン（四角ボタン）・明太子・指輪→IIDXバイブル掲載時：EUROBEAT・ファミコン・明太子・指輪。
名前は当時のファンが考案した。頻繁にリザルト画面に登場する看板娘的なキャラクターで、性格は明るく誰にでも優しい人気者（純情乙女）とされている。福岡生まれの18歳（現在全キャラクターの年齢進行は止まっている）のはずなのだが、実は後述するエリカの生き別れの妹（双子）であり（同時に後述のシアの義理の姉でもある）、ある世界的なピアニストの妻によって北海道の孤児院に預けられた後、物心付く前に福岡に住む夫婦の養女になっている。セリカはこれらの事情を全く知らない。進学の都合からか16歳を機に東京へ上京し、その際に姉であるエリカと再会するものの現在も気の合う友達としての付き合いである。登場当初はガリ勉生活の鬱憤を晴らすかのようにゲームセンターやクラブに通う女子高生だったが、現在は美大生で孔雀の後輩。大の猫嫌いであり、同じく猫嫌いのファーボと同盟を組んでゲームセンターへの猫持ち込みを禁止させている。母親似で、髪の色が遺伝している。IIDXを始めたキッカケは『Dance Dance Revolution』でNAOKI楽曲に惚れた為。
当初からユーズとはメル友であり、その後長く友達との記述が続いた。また楽曲『Happy Wedding』のレイヤー画像においてユーズに類似したシルエットのキャラクターと結婚する夢を見るストーリーが展開された。後に「アルカディア」本誌にて「純情可憐おとめらぶ」と公式発表された。
口癖は、3rd公式サイト「とっととっとととっとっと!」→7th公式サイト「ほわっつあっぷ」→アルカディア第一期掲載時「ゴエゴエ」と変化していっている。
『Roots26 S[suite]』のブックレットでのキャラ紹介文ではエリカとの出会いは、ROOTS26で臨時のバイトをしていた頃にバイト募集の面接に来たエリカに出会ったこととなっている。また特殊な語源を発する少し天然気味な性格ではあるが、絵の技術は高い。
『Roots26 S[suite]Vol.1』第一話ではエリカとは対照的にやや幼い感じが見受けられ劇中では物忘れの酷さがエリカとセムの話から語られているが、エリカの誕生日には絵画の技術力を生かし肖像画をプレゼントした。
『Roots26 S[suite]Vol.2』第二話では、ユーズに「一撃のポーズ」を披露するが、当のユーズには逆に現実=仕事のことを思い出させてしまうことになる（しかもその後ユーズの防水仕様携帯にケイナからの連絡が来る）。その後空きのビーチコートで自身はユーズと組んでエリカとエレキのチームとビーチバレーをするが、明らかに名前負けの必殺技を叫ぶだけで結局負けてしまう。そして休んでいるユーズに再びケイナから連絡が来るがユーズは切ったので不思議に思い、代わりにケイナに連絡していった。
『Roots26 S[suite]Vol.3』第一話では、徹夜で課題の絵画を仕上げているときにエリカがセムに頼まれて作った試作品のホールサイズのケーキを夜食として丸ごと食べてしまい、エリカに「太ったんじゃない?」と釘を刺されてしまう。体重計に乗ると明らかに体重が増えていたので、仕方なくダイエットを決意することに。終盤、エリカのいるジョニーズに到着したところ、彩葉とリリスの惚れ薬の影響で痩せこけた孔雀を目にしてアイスコーヒーはダイエットに効果があると勘違いしてしまう。劇中ではエリカにお金を借りてアイスコーヒーを飲もうとするところで終えるが、ブックレットの巻末ページによるとその後セリカは飲み過ぎて腹痛になったという。第三話では、エリカがいなくなり、みんなで手分けをして必死に探していた。第四話第一部では、エリカと士朗が帰ってきたクリスマスに、ナイアとユーズをめぐる女の戦いを繰り広げていた（ブックレットのみ）。第四話第二部では、ナイア達と共に達磨の居る研究機関へ顔を出した。このときのセリカは自身とエリカ、そして津軽との関係を理解していたので、タツマに責め立てられるエリカを庇うなどをしていた。
コナミスタイルが企画した抱き枕の企画候補にあがったこともある（結局音楽ゲームからは『pop'n music』のキャラクター・ししゃもの抱き枕が発売された）。
コナミスタイルから1/8フィギュア制作が発表された際に苗字が追加された。それにより判明した本名は「水城セリカ（みずしろ せりか）」である。
『pop'n music Sunny Park』にも「恋する☆宇宙戦争っ!!」の衣装でゲスト出演している。公式紹介によれば、永遠の少年を名のるサングラスに短パンの人（MZD）と話していたら突然別世界のポップンワールドに来てしまったらしい。誕生日は「?月?日」となっているが、ゲーム上でのお祝い日は「1月15日」から1週間に設定されている。
士朗(シロウ、SHI-LOW)
声：緑川光
初出は『beatmania IIDX 3rdstyle』。銀髪をポニーテールにしている男性。年齢は4th公式サイトでは20歳、5th公式サイトでは21歳、それ以降では23歳。血液型はB型。東京在住。IIDX歴は2ndから。一人称は「俺」。
好きなアーティストはdj TAKA。好きなものは、4th公式サイト掲載時：からすみ・フォアグラ・このわた・キャビア・粒うに・トリュフ・?からの毎日のメール→5th公式サイト掲載時：トリュフ・キャビア・フォアグラ→アルカディア第一期掲載時：dj TAKA・トリュフ・キャビア・フォアグラ・子猫→IIDXバイブル以降：テクノ・子猫・エリカ。
初登場以降、家庭用『10th style』を除く全シリーズのリザルト画面に登場し評価の高位であるAAAランク時に登場することが多い。パチスロ版では主人公とされている。日本人とアメリカ人のハーフで、日本よりの嗜好がある。生真面目かつ頑固な性格で、主張をハッキリさせた人間を好む。周囲に人が集まり中心となるタイプで何かと頼りにされることも多く、男性に厳しいナイアからも信頼されている。ユーズとはライバル同士だが後一歩のところで勝利を収めることが出来ないが、それでも挑み続けている。メンバーの一部は「ちょんまげ」と呼ばれることもしばしば。
大の猫好きで野良猫を拾って飼っていて（本当は化け猫である）、過去に猫嫌いのセリカの頭に乗せて何発も殴られたことがありエリカの頭に乗せたときには暫く手元に戻してくれなかったこともあった。
実家を離れて一人暮らしだったが、後に弟の慧靂と広い部屋に同居することとなる。料理はエリカから教わった肉じゃがしか作れないので、毎日の献立に苦労している（そのため『ROOTS26』ではジルチに料理を作ってもらう代わりに慧靂と共に彼の下らない作戦に付き合わされるが、ナイアからの連絡でユーズが奢ってくれると知るや否やジルチのことはお構い無しに星龍華へ向かった）。エリカがオフの日には料理を作ってもらうことがある。
実家である神崎家は国家権力にも干渉する武家であり士朗はその筆頭後継者なのだが、家に縛られる人生を憂い上京。しかしそのことが弟であるエレキの人生を奪いかねないと考え、現在は改めていつかは家の跡を継がなければならないと自覚している。妹関連のことで絆を得たエリカにもその問題が解消した暁には別れを告げなければならないと思いつつ、今はただ仲間達と楽しく過ごす日々が続くことを願うばかり。
『Roots26 S[suite]』のブックレットではエリカと出合った当初はあまり人に関心を抱くことはなかったが、エリカと交流を重ねていく内に次第に次第に変わっていくこととなる。
『Roots26 S[suite]Vol.1』第四話では幼少の頃、兄妹となった紗矢に悪口を言う道場の少年達を木刀で討ち追い払う。裏手にある森の中で紗矢を襲おうとしていたヤマカガシを撃退するといった、紗矢を一人の家族として大切にしている様子が見受けられ、そして彼女の約束に素直に受け入れることになる。
『Roots26 S[suite]Vol.2』第二話では水着姿のエリカに照れて、その場から離れるなど少々シャイなところが見られた。
『Vol.2』第四話では、エリカに突然呼び出されエリカから姉妹がセリカであることを説明され、確認するためにケイナの家に向かうことに。そしてケイナのパソコンを調べて行くと神崎家と菱宮家のことを知る。この内容はエリカに知られないようにするため家に帰すことにした。その後セリカが待つ家まで見送りをしたが、セリカとエリカに言われて一緒に食事をとることに。その後、気分転換をするために缶コーヒーを買うと口にして外に出る。しかし外で紗矢に遭遇し、彼女が菱宮家のことを口にする。後からエリカがやってきたので、エリカを護るために紗矢と戦うことになるが、返り討ちを受けてしまう。紗矢が去ったので事なきを得たが、エリカの心配を後目に士朗は去ってしまう。
『Vol.3』第三話では菱宮センタービルの探索後、セリカから連絡が入り、セリカとユーズからエリカを探していたことを告げられ、そこに公衆電話からの連絡が入る。相手は紗矢で、エリカを捕らえたことを告げられる。その後、セリカ達に「エリカが携帯を落として探していた」と嘘を言い紗矢が待つ菱宮ファイナンスビルに向かう。第四話第一部では、紗矢と対面し、紗矢に「裏」に戻ることを誘われるがこれを拒否し、紗矢と刀を交えることになる。激闘の最中、弦士の介入により戦いは中断され、紗矢は弦士の手により連れ去られる。このとき、菱宮と神崎のことを告げて弦士は去ってゆく。その後、弦士の部下の手により解放されたエリカをセリカとエリカの家まで運び、それからROOTS26に向かって皆でクリスマスを過ごすことに。ブックレットの巻末ページでは、後に再び紗矢と刀を交えることになっている。そして紗矢と共闘し弦士と戦うこととなり、その様子の一部が第四話第二部の回想として描かれている。回想では、紗矢・エリカ・セリカ・津軽に見守られながら弦士と戦っていたが、弦士が最後の悪あがきとして「白陣」を使用し、津軽を負傷させてしまう。その後、士朗は津軽の命を守るために「廻炎」を使用し、津軽は長い眠りにつくことになる。その結果、達磨は「タツマ」として生き、士朗に憎しみを抱くことになる。なお、ブックレットの巻末ページによると津軽が目覚めた遠い未来よりももっと未来に復活することがわかる。
サイレン(SIREN)
声: 田坂秀樹（『HEROIC VERSE』システムボイス）
初出は『beatmania IIDX 3rd style』。紫色の髪色で、あご髭が特徴的な男性。年齢は初出自は24、5thからは25、それ以降は26となっている。アメリカ・ロサンゼルス出身で血液型はA型。一人称は「私」で時々「〜デス」を語尾に付けて紳士的な口調で話す。
好きなアーティストはJEFF MILLS。好きなものは、3rd公式サイト掲載時：ミニマル・ロック・ホットドッグ→5th公式サイト掲載時：ミニマル・ハードロック・ホットドッグ→アルカディア第一期掲載時：DEEP HOUSE・MINIMAL・ERECTRO・ホットドッグ→IIDXバイブル以降：HOUSE・ELECTRO・ホットドッグ・髭。
日本国外版『beatmania』である『hip-hop mania』に魅了され、本場の音楽ゲームのために日本へやって来る。当時日本に来る前はサムライやニンジャなどが日本のスタイルだと思っていたらしい。英会話教室「DOVA」で講師をしつつ、うだつこそ上がらないが役者としても活動している（元々ハリウッドでアクター志望だった）。日本の文化に関しては漫画的な曲解をしており、サムライやニンジャに妙な反応をする。自宅にはニクスと英利が居候しており、暑がり・寒がりのニクスのせいでかなり光熱費がかさんでいる。デュエルと孔雀とは飲み仲間で、特にデュエルとは共に歴史物の博物館を訪れたりするくらい。
『ROOTS26』でのプロフィールでは、ROOTS26で何か視線を感じているという。また緋浮美に日本文化について聞いているときにリリスと兎（にされた彩葉）から怪しげな手作りゼリーを差し出され、それを食べた日の記憶をなくしてしまう。
初期の頃では士朗に次いでリザルト常連だった。
 デュエル(DUEL)
初出は『beatmania IIDX 3rd style』。緑の髪色で、バンダナを巻いている男性。イギリス・ロンドン東部出身。年齢は初出自は21、アルカディア第一期掲載時以降は23歳。血液型はO型。一人称は「俺」で若者らしい口調で話す。
好きなアーティストはUNDER WORLD。好きなものは、3rd公式サイト掲載時：紅茶家伝（ミルクティーのみ）→アルカディア第一期掲載時：BIG BEATS・DRUM'N'BASS・HIPHOP・ミルクティー→『IIDXバイブル』掲載時：DRUM'N'BASS・寿司・ミルクティー→『ROOTS26』掲載時HAPPY HARDCORE・寿司・ミルクティー。
元は狂信的なフーリガンだったが（『ROOTS26』では幼少時代、親が経営していた小売店が倒産し生活が困窮し更に父は酒とドラッグに溺れてしまい、そのことで夢だったサッカー選手としての道を絶たれてしまいそれが原因で闇市のブローカーとなりフーリガンへと変貌したと記述されていた）、映画『男はつらいよ』に心を洗われ更生（初出自には映画館で観たことになっているが『ROOTS26』に掲載されていたときにはシマ争いで重症を負い入院していたときに病室のテレビで観たことになっており、設定が変更されている）。その後、日本文化を知るために来日する。第1期掲載時には多くのカルチャーショックから文化配信を主としたネットビジネスとしてサイト「TORA-YA」を設立する。『IIDXバイブル』ではネットビジネスは失敗し、その後出版に手を出し著書「抹茶ミルクティー」が大ヒットする。これを機に識のゲームセンターをルートに『beatmania IIDX』の筐体を購入し（現実でも、音楽ゲームの筐体は個人には販売されない）、なおも印税で生活する成功ぶりを見せている。『ROOTS26』で母国の両親に店の復旧の為の資金を仕送り、自身は新たなるビジネスを検討中。ミルクティーには深いこだわりがあるが、『ROOTS26』で父が子供の頃にミルクティーを淹れてくれた思い出があるからだとわかる。
エレキと共に日焼けサロンに行くことがあり、お陰で『8th style』以降色黒になっている。『10th style』では髪を白く染めていた。アルカディア第一期掲載時のプロフィールでは、方言を知りたがる所もあった。
黒髪の茶倉に日本美を見出したからか（あるいは単純な好意か）気に掛けている。
 ニクス(NIX)
初出は『beatmania IIDX 3rd style』。金髪で、犬や猫の耳を象ったようなデザインの帽子を被っている男性。横浜出身で血液型はO型。一人称は「俺」で少しぶっきらぼうな口調で話す。年齢は、4th公式サイト掲載時：21歳→アルカディア第一期掲載時以降：23歳。
好きなアーティストはTaQ。好きなものは、4th公式サイト掲載時：とんかつ茶漬け・うなぎ茶漬け・朝方に食べる牛丼→アルカディア第一期掲載時：とんかつ茶漬け・うなぎ茶漬け・朝方に食べる牛丼（玉子は2つ）→IIDXバイブル掲載時：とんかつ茶漬け・うなぎ→『ROOTS26』掲載時：梅・わさび・鮭・とんかつ……などの茶漬け全般。
『2nd』のTaQの曲が切っ掛けでIIDXを始めた。士朗達と同じく日本人とアメリカ人のハーフだが、こちらはアメリカよりの嗜好。しかしながら好物はお茶漬け。このことに始まり、エリカとはラーメン同好会を組むなど食に関して気が合ったりするなど少なからず関係がある事から何かと士朗と対比されがちなキャラクターである。当の士朗とは、無言ながら一緒に飲むくらいの仲。元は空軍にいてパイロット志望だったが、上司との軋轢により不当な退職処分を受ける。現在はサイレンの家に居候しつつ、ガソリンスタンドで働いている（しかし光熱費は全てサイレンに任せっきりで、そのため『IIDXバイブル』からサイレンに無理矢理英会話のバイトをさせられる）。空軍に所属していたからか視力は良くIIDXも高いレベルをこなせるが、あまり本気でやることはない。サイレン宅でクーラーやコタツで光熱費を盛大に消費していたり『IIDXバイブル』で茶倉とのチキンレースで無関係な英利のバイクを借りて大破させたりと、他人に迷惑をかけることが多々ある。
『ROOTS26』では設定が深く掘り下げられ空軍退職後はエリートとして育て上げた軍人である父親から絶縁され、酒と喧嘩に明け暮れ時に裏社会に係わるような荒んだ日々を過してきた。その後、喧嘩で負傷し倒れているところをエリカが心配し手を差し伸べてくれ、そのことでエリカに興味を抱くようになる。後にエリカと再会するが彼女には士朗が居ることがわかり、自分は身を引くこととなる。また、自身を「嫌われ者」と称するように無気力な性格が強調されている。また、英会話のバイトをサボることが良くある。
 孔雀(クジャク、Q-JACK)
声：成田剣
初出は『beatmania IIDX 4th style』。赤髪でヘッドギアを外すと前髪の一部が白くなっているのがわかる。全身にごてごてしいアーマーを着用している男性（『ROOTS26』からは普段着で居る事が時々ある）。本名は「クイスリング・ジャック」で孔雀というあだ名は初対面時にセリカが付けたもので、本人は日本語のこの意味を気に入っている。
年齢は、4th公式サイト掲載時：21歳→5th公式サイト掲載時：22歳→アルカディア第一期掲載時以降：25歳。血液型はA型。一人称は「俺」。
好きなアーティストはdj TAKA。好きなものは、4th公式サイト掲載時：甘酒缶ジュース・お汁粉缶ジュース→5th公式サイト掲載時：SF・ヒーロー→アルカディア第一期掲載時：ROCK・ロードファイター（AC）・ポン酒→IIDXバイブル掲載時：BIGBEATS・ロマネコンティ・ジャパニーズMANGAフィギュア→『ROOTS26』掲載時：ワイン全般・フィギュア・アニメ・アニメソング。
ノルウェー・オスロの出身で日本の美術大学を特別聴講生として滞在し、新宿で自主製作の近未来映画の撮影ロケをやっている最中にゲーセンでIIDXを目の当たりにしプレイしてみると無理矢理撮影を中止にさせるくらいハマッたという。後に卒業、大手映像会社・西映に就職する。大規模な着ぐるみを製作する一方スーツアクターとして出演することもあり、その際は水を得た魚のようになる。普段着用しているアーマーは撮影用のコスチュームである。過去に撮影時の衣装のまま、サイレンと共に歌舞伎町で泥酔し警察署に連行されてしまったことも。かなりの重量のため、外せば相当IIDXが上手くなる。手先が器用なためか、趣味はお菓子とフィギュア作り。『IIDXバイブル』でお菓子作りの際にはピンクの花柄エプロンを着用し、それを見たデュエルにドン引きされたことも。被写体を正確に観察する能力があり、服の上から女性陣のスリーサイズがわかる。このアビリティは「孔雀の目（『Roots26 S[suite]』ではクジャク・アイ）」と呼ばれ特に女性陣から恐れられているが、これによりセリカの増えたウエストを言い当てアッパーカットを食らったりナイアの誕生日に彼女のフィギュアをプレゼントした際、スリーサイズの計算が合っていたことにより50往復ビンタをお見舞いされたりと自らも悲惨な目に合うことが多い。この時のナイアのフィギュアはこれを作ったことで孔雀に怒りを抱いたジルチに渡され2人は和解した。
就職先の西映の本社が火事に合い潰れてしまったため無職に。趣味のフィギュア製作を本格的に職にしようとしている。目標は秋葉原に事務所を持つことだがデュエルや茶倉に資金援助を頼み断られている。
『パーティーモード』では、士朗のサマーライブに彩葉やリリスの水着姿を鼻の下を伸ばしながら見物しに現れるが、士朗の水着姿でテンションが格段に下がって倒れ、その上をシアやナイア達に砂山だと思われて踏んずけられて放置される。その後夕方に全身クラゲ姿で女性達を襲おうとするが呆気なく士朗に成敗され、満ち潮時の砂浜に埋められ放置される。
『Roots26 S[suite]Vol.2』第二話では、達磨と共に女性陣に代わりにオイルを塗ってあげるといったセクハラスレスレのナンパ行為をするが、ナイアに隠し持っていた赤外線スコープを素手で捻じ曲げられて恐怖のあまり逃げ出す。が、シアが作った砂の城で躓いて転び、シアにローキックをお見舞いされる羽目となる。また第四話では、達磨と共にケイナ宅へ向かい大事なデータ（と言っても女子のデータがほとんどだが）が入ったパソコンがウイルスに感染したため、直してもらうために戸締りもさせずに無理矢理連れ去ってしまう。
『Roots26 S[suite]Vol.3』第一話では、本来はエレキが飲む筈だった彩葉とリリスお手製惚れ薬が入ったアイスコーヒーを飲んでしまい、一気に干物のように痩せしまう細ってしまい瀕死になる。第四話第一部では、男子全員寒い外へ買い出しへ出され、その途中で女子の写真のデータが含まれたメモリーカードを落としたらしく孔雀のみそれを探すために帰宅しなかった。そのことでセムを含めた男性陣は悲しんでおり、女性陣はそんな男性達に呆れていた。士朗とエリカが戻った時点でまだ帰ってきておらず、必死に探していた様子。
前述の「beatmania IIDX フィギュア 1/8シリーズ」は彼が製作に関わっているという設定になっている。
 エリカ(ERIKA)
声：佐藤利奈
初出は『beatmania IIDX 4th style』。本名は「北見エリカ（きたみ えりか）」。緑色のサイドアップテールが特徴の女性。年齢は19歳だが、実際ははっきりしていない。血液型はB型。一人称は「わたし」。
好きなアーティストはgood-cool。好きなものは、安くて良質なマザーボード・メモリ・HDD・CPU・ジンギスカン→7th公式サイト掲載時：DEEP HOUSE・プーヤン（FC）・ジンギスカン→アルカディア第一期掲載時：BIG BEAT・バイオミラクルぼくってウパ（FC-DS）・ジンギスカン→IIDXバイブル掲載時：BIGBEATS・ジンギスカン・…セリカ。
北海道出身だが家庭の事情で東京に引越しており、そのためかゴキブリが大の苦手。登場当初は17歳だったが高校に通っていた記述がなく、現在も学歴は不明。フリーターよろしく職を転々としていたが最終的にセムの経営する服飾店「ROOTS26」に落ち着き、歩くマネキンとして働く傍ら服は無料で貰っている。セリカの実の姉（双子）であり（同時にシアの義理の姉でもある）、ただしこちらは18歳の誕生日に養父から生き別れの妹がいる旨の事実を打ち明けられている（孤児院に関係する人物は高齢のため他界、資料が火事で全て焼失していたのでセリカだということまでは判明していなかった。唯一の手がかりは何度か夢に見た曖昧な過去の記憶で「公園で猫にいたずらをして、ひっかかれて泣いている小さい子」というものだが、肝心な顔が思い出せずにいる）。その後はケイナに師事してネット関係の技術を学ぶ傍ら、先に述べたアルバイトで妹探しのための資金を稼いでいた。更にその後、事実を打ち明けるか迷っていたケイナのパソコンを盗み見て真実を知り衝撃を受ける。以後はセリカに対し特別な感情を持って接するようになり、時々その重みに耐えられなくなりそうになることも。士朗、セム、ナイア、ケイナら一部の人間もこの事実を知っており、彼女を支えている。『ROOTS26』のシアのプロフィール公開時の短編小説では、母・妹を引き離した挙句に自分を捨てていった実の父親（シアの養父）のことは怨んでいる。ただし父親似で、髪の色が遺伝している。前述のセリカを猫嫌いにした張本人でもある（『ROOTS26』にて幼少の頃、セリカと砂場で遊んでいた頃、猫がやってきたので尻尾を引っ張ったところその反動で猫が暴れだし、前足の爪がセリカの顔面に直撃を受けてしまう）。『ROOTS26』ではセリカと同居しているようで、『Roots26 S[suite]』のブックレットのキャラクター紹介では、セリカに料理を作ってあげたところ、セリカが居ついてしまったため、同居することになる。
士朗に対しては初期のメル友、友達から発展して原文ママ「ぞっこんラブ」。「LOVE SHINE」のムービーにてチョコレートを渡そうとする（失敗する）描写があり、以後ペアでムービーに登場することも多い。「DoLL」シリーズにおいては士朗と対してヒロインに位置付けられる。
『Roots26 S[suite]Vol.2』第四話では、ケイナのパソコンを目にしたことでセリカと姉妹であることに気付く。ケイナを呼ぶが、携帯が繋がらなかったので士朗を呼び出すことに。そして士朗に事情を話し、士朗と共にもう一度ケイナの家に向かう。だが、ケイナのパソコンから真実を目にした士朗に家まで帰されることに。その日の夜、士朗が外出したのでその後を追っていくと、士朗と紗矢が向き合っているのを目の当たりにする。その後しばらくすると紗矢は去っていくが、エリカは不安と心配に苛まれてしまう。
『Roots26 S[suite]Vol.3』第三話では、ジングルベルのオルゴールを聞きながらコタツで丸くなっているセリカを「猫嫌いなのに猫みたい」と微笑みながら家を後にし、ROOTS26に向かう。その途中、携帯に紗矢から連絡が入り「士朗は不治の病に侵されている」と告げられ、話がしたいから来てほしいと紗矢に言われるまま指定された場所に行ってしまう。第四話第一部では、紗矢の手に捕らわれてしまうが、弦士の部下の手で解放され無事に士朗の元へ戻ることが出来た。その後自宅まで士朗が運んでくれ、目を覚ました後士朗と一緒にROOTSに行きクリスマスを過ごすことに。第四話第二部では、ナイア達と共にタツマの居る研究機関に顔を出す。達磨はみんなを責め立てるが、そんな彼のことを心配していた。またいつか士朗が自分達の元に帰って来ると信じている事を、そしてそのことで津軽が目を覚ますことをタツマに告げ、ナイア達と共にその場を後にする。
 ジルチ(ZILCH)
声：山本祥太（『BISTROVER』システムボイス）
初出は『beatmania IIDX 5th style』。筋肉質なモヒカンヘアの男性。初出自での年齢は22、それ以降は24で、血液型はO型。一人称は「俺」。
好きなアーティストはL.E.D.。好きなものは初出自：面類全般・◯◯◯◯のプラモデル→アルカディア第一期掲載時：NAOKI・L.E.D.・◯◯プラ・NYAHの手づくり餃子→IIDXバイブル掲載時：JAZZ・◯◯プラ・手作り餃子。このことから◯◯◯◯マニアであることがわかる。
父の経営するイタリア料理店の見習いコックであり（初期にはラーメン屋を経営したいと思っていた）、モデルは右寺修であるとする説がある。自信家であり、傲慢。元はドラムマニアのプレイヤーだったが、ナイアがIIDXの音量を最大にしてプレイしたために口論となり、それを期にIIDXにも手を出した。そしてナイアに好意を抱くようになる。識のゲームセンターでは閉店後も自身の気が済むまでIIDXに明け暮れている。
第1期掲載時では、高熱を患ったナイアにIIDXで勝利し、一日デートの権利を獲得するも待ち合わせの場所を間違えていた上、エレキが撮影したナイアの盗撮写真を当の本人に見られてしまい散々な目に逢う。『IIDXバイブル』では、ケイナ宅で識やケイナのために料理の腕を揮おうして危うく火事になりかけたこともあった（その後、ケイナはジルチ出入り禁止にする）。また、沖縄帰省旅行のために家族で出かける識のゲーセンを店長代理として任されるが、識が帰宅した頃には廃墟同然の姿になっており、識から制裁を受けた（しばらくの間出入り禁止になる）。『ROOTS26』で、シアが持ってきた手作りの梅干しを梅干しが苦手な識に無理矢理食べさせたりもした（梅干し持ち込み禁止と同時に出入り禁止にさせられる）。
このように自信過剰が災いしていささかトラブルメーカーの面もあるが、達磨とは「すけべえ同盟」を組んだり孔雀とはゲーセン内で熱弁するほど共通の美の視線を持っている等、友情には厚い。
 識（シキ、SHIKI）
初出は『beatmania IIDX 5th style』。登場キャラクター唯一の既婚者かつ子持ちで、ゲームセンターの店長をしている。血液型はAB型で年齢不明。一人称は「俺」。IIDX歴は家庭用3rdから。
好きなアーティストはsampling masters MEGA。好きなものは、初出時：ラフティ・タコライス・サーターアンダーギー・全グラディウス→アルカディア第一期掲載時：ゴーヤー・ラフティ・タコライス・全グラディウス→IIDXバイブル掲載時：トランス・ゴーヤー・ラフティ・グラディウス。『ROOT26』掲載時はIIDXバイブル同様だが、こちらは「グラディウス」が省かれていた。
ユーズを師匠と呼ぶシューター（ユーズは上京時代のバイト先の先輩であることが『ROOT26』で判明）。沖縄出身でゴーヤの味付けにはうるさい。『ROOT26』で梅干が苦手なことが判明し最初はケイナとジルチしか知らない事実だったが、シアのお手製梅干をジルチが無理やり食べさせられたせいで彼のゲームセンター内での梅干持込禁止や一時ジルチの入店を拒否させた。チャイナドレスに嗜好があり、格闘ゲームでは必ずチャイナキャラを使う。制服がチャイナドレスであるためにナイアの店にも出向く程だが、性根は愛妻家の良き父親。なお、彼の娘も『13 DistorteD』の楽曲「ALFARSHEAR 〜双神威に廻る夢〜」で（一瞬だが）登場している。口癖は「ま、負けねー」。
『ROOT26』でゲームセンターの店長になった経緯が書かれており当時慣れない東京の地で生活をしている頃、最寄のゲームセンターでシューティングゲームを熱心にプレイしていたのを子を持たない店長に気に入られ店員としてバイトをしやがて店を譲り受けたこととなった。
ケイナ、ジルチとは漫才トリオ「ビールとアニマ」を結成するも余りに斬新なドツキ漫才だったため受けず解散。その後、これまた斬新な肉体派バンド「胃ーあーる漢方」を結成するも喧嘩により解散。しかしながら、現在も3人で挑戦を続ける姿勢は変わらない。『パーティーモード』でジルチが津軽に無理矢理文化祭に参加させてもらうように頼んでくれたためにバンドとして立つが、3人とも協調性がないために見事に閑古鳥に。それに見かねたナイアがセリカをDJとして引き連れ、自身はボーカルとして強引に参加することとなる。
名前の由来は、グラフィックデザイナーであるHES（名字がHeshikiであることから）。
 ケイナ(K-NA)
声：阪口周平
初出は『beatmania IIDX 5th style』。硬いツンツン頭が特徴の男性。年齢不明で血液型はA型。ドラマCDにて明かされた本名は「光伊計名（みつい けいな）」。一人称は『ROOTS26』では「私」、『Roots26 S[suite]』では「僕」。初出時では熱い性格だったが、『ROOTS26』からは落ち着いた性格になっている。口調は基本的に丁寧だが、一人の時は関西弁が出る。IIDX歴は4thから。
好きなアーティストはMr.T。好きなものは、初出時：新しいモノ・携帯待受画像・スニーカー・手作り弁当→アルカディア第一期掲載時：Mr.T・ゲームの着メロ・手作り弁当・黒い炭酸飲料→IIDXバイブル掲載時：ゲームの着メロ・黒い炭酸飲料→『ROOTS26』掲載時：ゲームサウンド・黒い炭酸飲料・ネット。
神戸の財閥の御曹司ではあるが自身の定められた人生に疑問を抱き、高校卒業と同時に家中のシステムをハックして家を出て自身の力で生きてゆく道を選ぶ。彼の正体を知っているのはセレブパーティーで顔を何度か合わせたことのある津軽のみで両親は津軽を通じて説得をするものの、今の生活に満足しているために戻る気はない。世界的なハッカーで11歳の頃、「α CLOCK」というハンドルネームで世界中の国家機関の重要ネットワークに何度も侵入した経歴がある（『ROOTS26』のキャラ紹介ではその後全て財閥の力でもみ消しになり、今後は監視下に置かれる生活を迎えることになる）。密かにリリスに想いを寄せる。第一期掲載時では納豆にマヨネーズをかける傾向がある様子。
エリカに妹の行方を依頼され真実に辿り着き、その事をどう告げようかと迷って半年以上経過するが『IIDXバイブル』で留守中にエリカにパソコンを見られてしまったことで全ての事実を話す事になる。
フリーのプログラマーだったが『ROOTS26』からはユーズに雇われて事務所に身を置くこととなるが、時々仕事をサボるユーズには手を焼いている様子。
緋浮美とは彼女が彩葉の姉とは知らず元々ネット上の知り合いで、『ROOTS26』及び『Roots26 S[suite]Vol.2』第三話では彩葉とリリスが書物を解析しに訪れたときに彼女のネームである「UME123」の名前を聞いた彩葉が恐怖を感じ逃げ出しリリスも後を追うように去っていき、忘れ物として残った書物を緋浮美に解析してもらうこととなる（後にその書物は彩葉が無断で使用していることが発覚し、彩葉は緋浮美にお仕置きを受けることとなる）。
『Roots26 S[suite]Vol.2』第四話ではエリカの姉妹を見つけ出す事が出来たが告げることするかどうか悩んでいたところに孔雀と達磨にパソコンの調子が悪くなったと修理を依頼され、戸締まりもさせずに無理矢理連れ出されてしまう。その結果エリカにパソコンを観られ真実を知られてしまう。
『Roots26 S[suite]Vol.3』のブックレットの巻末ページでは、後に光伊財閥を継ぐことが記述されている。
名前の由来は、プログラマーであるKANIことカニサワ ケイナ。
 リリス(LILITH)
声：能登麻美子
初出は『beatmania IIDX 5th style』（家庭用『4th style』にもレイヤー画像があるが、これは家庭用独自の書き下ろしなので初出ではない）。もともとは単発のキャラクターだったが、名前付きのキャラクターに昇格した。また、その名前もファンからのメールにより決められている。本名は「雛月理々奈（ひなづき りりな）」で、リリスはあだ名（ただし後付設定である）。黒髪のおかっぱ頭で、目尻と口元にフェイスペイントを入れている（ただしプライズ品のフィギュアや最近の一部のイラストではフェイスペイントが省かれることがある）。無口かつ無表情なセムの妹で、17歳の高校二年生で血液型はO型。口数は少なく、話すときは「…デス」と語尾に付ける。彩葉からは「りりちん」と呼ばれている。実兄であるセムを「兄さん」と呼ぶ一方、姉貴分であるナイアは「姉様」と呼んで慕っている。彩葉とは同じクラスで、2人きりのクラブ「オカルト研究会」で日々惚れ薬を研究している。学校内では2人合わせて「白黒コンビ」と呼ばれており、密かな人気がある。
両親を交通事故で失っており、ほとんどその記憶がない。特に父親について微かに覚えていることと言えば父が蓄えていた髭であり、このことからサイレンに面影を見出し思いを寄せるようになる。しかしながら性分が災いして特に行動する訳でもなく、時よりほんの些細な物陰から見守るのが常。サイレンの後をつけていたらに幽霊と勘違いされ、ショックを受ける。故に惚れ薬の完成は、念願である。将来の夢は、ジャグジー付きのバスルームの家で大家族の一員になること。
IIDXの腕は曲を楽しむためにライトプレイヤーのままだが、『Dance Dance Revolution』の腕前はなかなかのものらしい（『6thStyle』ホームページより）。
好きなものは、7th公式サイト：占い全般・コナミワイワイワールド（FC）・髭→アルカディア第一期掲載時：占い全般・黒魔術・シロロ魔術・コナミワイワイワールド（FC）・髭・わくわくwac→IIDXバイブル掲載時：民族音楽・占い全般・黒魔術・シロロ魔術・髭。
神秘的かつダークなイメージを表現するキャラクターとして、レイヤーの登場回数も多い。『7th style』の楽曲「LOVE ME DO」ではゴスロリドレスで登場し、これ以降特殊な地位を確立する。また、『8th style』から急に胸が強調されるようになり（以降、徐々に他の女性キャラクターも追随する）いわゆる巨乳キャラのポジションでもある。
『Roots26 S[suite]』では彩葉と一緒に作った惚れ薬が原因でトラブルが起こることがあり、実際『Vol.1』のエピソードでは惚れ薬の残りを持ち帰ってしまったために何も知らないセリカがだし汁と勘違いしてたこ焼に入れてしまい、それをユーズ含む男性達が摂取してしまい男同士が愛し合うといった大惨事を招く羽目になる（その後セムのお陰で事なきを得るが）。
 慧靂(エレキ、EREKI)
声：福山潤
初出は『beatmania IIDX 6th style』。士朗の弟。『6th』当初ではIIDX歴は一番短く、経験も浅い。士朗と同じく東京出身で血液型はB型。一人称は「俺」。年齢は7th公式サイト掲載時は20歳でそれ以降では22歳となっている。
好きなものは、7th公式サイト掲載時：武具収集・茶碗蒸・おでん・ROCK→アルカディア第一期掲載時：武具収集・茶碗蒸・おでん・ソフトクリーム・カメラ・ROCK→IIDXバイブル掲載時：ROCK・ソフトクリーム・カメラ・武具→『ROOTS26』掲載時：ロック・メタル・ソフトクリーム・カメラ（人物）
兄の士朗が家を親子喧嘩で飛び出して行ってしまい、このままだと自分が家を継がなければならなくなってしまうという理由で兄を探すために上京。肌を黒くし髪型も変えて別人に成り代わり正体をばらすことなくIIDXで士朗を打ち負かし実家に連れ戻そうと修行していたが、結局ばれてしまい現在は士朗と同居している。夜にセムが経営するバーでバーテンダーのアルバイトをしている。猫は嫌いなので、士朗の飼い猫とは犬猿の仲。IIDXで猫に負けたこともある。得意技は「エレキック」「真剣白刃取」「ソフトクリーム3秒食い」。鉄火とは親友。写真が趣味であり自然な表情、仕草の趣をフィルターに捉えるためならば隠し撮りも辞さない。『IIDXバイブル』では雑誌に送った彩葉の写真が金賞を受賞し偶然彩葉にばれてしまい、一週間に及んで鉄火の握った特盛りわさび寿司を食わされる羽目になる。彩葉については適当な被写体として評価する一方、特別な感情もある様子。表向きには22歳とされていたが『ROOTS26』で高校生だと判明し、『ROOTS26』では買い物の帰り道に彩葉とリリス、天土と紗矢の居る場に遭遇し、そのときに紗矢の口から告げられ『Roots26 S[suite]』では『Vol.3』の巻末ページに書かれ寿司屋で彩葉にバレることになっている。本来の姿は黒髪となっている。この姿は「14 GOLD」の楽曲「零 -ZERO-」のムービーで確認できる。なお「DoLL」シリーズでは、士朗に対するライバル的な立場となっている。エレキの命名はVJ GYO。
『Roots26 S[suite]』では士朗やセリカのボケにツッコむなど登場人物の中では比較的常識的な人物として描かれているが、まれにネタ的なポジションな役回りにさせられることも。
『Vol.1』第三話では、彩葉とリリスが持ってきた惚れ薬の原液でユーズと士朗と愛し合うことになる。第四話ではエリカのお手製弁当を勝手に一口食べ、その後士朗とおかず争奪戦をしていた。
『Vol.2』第二話ではリリスの体付きを偶然目にしあまりにも刺激的だったため思わず鼻血を出しながら倒れ、それに激怒した彩葉に埋められるオチになった。その後、エリカと組んでユーズ・セリカのチームでビーチバレーをし圧倒していた。
『Vol.3』第一話では、偶然孔雀と達磨に会い、しかも近くにエリカがバイトを始めたジョニーズがあったので、入ることになった。第二話前半では、リリスと一緒の天土が、彩葉と一緒の紗矢に遭遇しているところ、カメラのレンズを購入した帰り道に遭遇することになる。危機を感じているところに、士朗の介入によりどうにか事なきを得る。このエピソードは『ROOTS26』でのエレキのプロフィール公開時の短編小説が基になっており、そのときはじゃんけんに負けたのでスーパーへの買出しの帰り道になっており更に彩葉とリリスに高校生であることがバレてしまう。
 セム(SHEM)
声：中村悠一
初出は『beatmania IIDX 7th style』。リリスの兄。昼は服飾デザイナー兼店舗「ROOT26」のオーナー、夜はVJカフェ「Xenon-世音-」のオーナー。26歳で血液型はO型。一人称は「私」で女性陣にも「くん」付けで呼ぶ。
好きなものは、初出時：変なもの・怪しい人形・尖っているもの・自分で作った服→アルカディア第一期掲載時：変なもの・怪しい人形・尖っているもの・自分で作った服・自分の店→IIDXバイブル掲載時：ROCK・尖っているもの・自分で作った服。
IIDXはリリスがプレイしていたのを期に自分もやり始めた。両親を亡くして以来、小さかった妹を大切に育ててきたため非常に溺愛している。そのためリリスに近づくケイナ、リリスが気にするサイレンには嫌悪感を持っている。尖ったものが好きで、ファッションにも取り入れられている（しかし店に出す際は、リリスが尖ったものを抜いて陳列している）。そのため、尖った物が嫌いな茶倉とも折り合いがつかない。納豆や豆（『Roots26 S[suite]』では納豆のような粘り気のあるもの）が苦手。エリカの雇用主であるためか、「DoLL」シリーズでは最終ボス的な立場となっている。
変装が趣味で、初登場のリザルトでは白髪にアーマーを着けた姿をしている。このイラストはロケテスト時のポスターにも採用されていたが、製品版のそれではセムのみ削除されていた。
セムとはあだ名であり本名は「雛月聖奈（ひなづき せいな）」（リリス同様、本名が後付けの可能性あり）。
『Roots26 S[suite]Vol.1』ではやや自分の美のセンスに対してナルシスト気味なところがあり、エリカからは呆れられていた。しかし惚れ薬の原液の効果でユーズ、士朗、エレキが愛し合うといった凄まじき光景にリリスが困惑しているところを男性陣に制裁を加えた後、ゴミを扱うような感じでタクシーに放り込むといった妹であるリリスに対して過保護的な面を強調するような光景も見られた。
『Vol.3』第一話ではユーズと一緒に印刷所へ向かう最中、運動しているセリカに会い気づかないうちに釘を刺すようなことを口にしジャージが解れていたので直そうとしたがセリカは勘違いをし、去ってしまうことに。第四話第一部では他の男性達と同様に寒い外への買い物に駆り出され、帰宅した頃には女子のデータが含まれたメモリーカードを探しに帰ってこなくなった孔雀を他の男性達と同様に悲しんでいた。
『Vol.3』のブックレットの巻末ページでは第四話第二部の出来事の後、自身の店であるROOTS26を達磨に譲ってあげることになる。
 津軽(ツガル、TSUGARU)
声：釘宮理恵
初出は『beatmania IIDX 8th style』。深緑の髪色で、全寮制の中学に通う財閥の令嬢。13歳で血液型はA型。本名は「菱宮津軽（ひしみや つがる）」。一人称は『ROOT26』では「私」、『Roots26 S[suite]』では「わたし」。ナイアからは「ちゃん」付けで、シアからは「ツガ」もしくは「ツガー」と呼ばれる。
好きなものは、アルカディア第一期掲載時：good-cool・osamu kubota・琴→IIDXバイブル掲載時：→ピアノ・琴・和菓子（『ROOT26』掲載時には、「ウサピッド」が追加された）。
青森県出身で赤い衣装を纏っていることから「林檎っぽい」と言われることも。学校では1年生ながら生徒会長であり、その責務からのストレスを発散するべく変装や年齢詐称をして夜遊びに耽っている。その際に出会ったダルマ（ただし、こちらも変装している）に恋心を抱くが、ダルマが正体を偽って自分と接していたことを知って喧嘩状態に。後によりを戻している。ナイアからは当時行方不明のままだったシアの面影を見出され、特にかわいがられている。後にシアと再開してからはコンビのような扱いになっている。口癖は「はんかくせ」。なお、初プロフィール公開時では、ジルチと方言を聞いてくるデュエルを苦手としていた。
『ROOT26』では祖父に厳しく躾けられ（この原因は祖父の息子で、津軽の叔父が駆け落ちして家を出て行ったためである）、両親が進めて習わせたピアノの稽古も辞めさせられた。ある日両親にメールを送るときにメルアドを間違えて送信してしまい、受取人のナイアと出会うこととなる。
『Roots26 S[suite]Vo1.1』第二話では、バレンタインで女子生徒達がダルマにチョコを渡している光景を見て、消しゴムや黒板消しをぶつけるくらいに嫉妬していた。しかし下校時にこっそりダルマの靴箱にチョコを入れ、ダルマを喜ばせることに成功した（物陰からこっそり見ていて危うく気づかれそうになるが、ダルマは猫が居たと勘違いして猫を抱えて帰っていった）。
『Roots26 S[suite]Vol.2』第一話では、ダルマが女子達にホワイトデーのお返しを渡していたが、自分には一向に渡す気配がなかったので、放課後の帰り道にナイアと甘味処に寄り大量のパフェをヤケ食いしながらダルマに対する愚痴をこぼしていた。その日の夜、ダルマが寮の元へ来て大きめのテディベアをプレゼントしてくれる。これにより誤解が解けて和解する。第二話では、彩葉・リリス・ナイアの女性3人に孔雀と一緒になってナンパ紛いな行為をするダルマに怒り、シアの分だと思われる2人分のソフトクリームをダルマの目元に押し付け、さらに逃亡するダルマを追い掛け回していた。
『Roots26 S[suite]Vol.3』第四話第二部の回想で、紗矢とエリカ・セリカと一緒に士朗と弦士の戦いを見守る中、弦士が「白陣」をエリカに目掛けて使用、津軽はエリカを庇って重症を負う。士朗と声にならない会話をし、駆けつけてきた達磨には謝罪の言葉を口にして士朗の「廻炎」を受ける。その結果、生命に係わるダメージは防げたが、老化することもなく眠り続ける状態になってしまう。数年後の未来である第四話第二部本編では、主任となった達磨が管理する研究機関で保管されていた。ドラマCDの劇中では書かれていないが、ブックレットの小説では廻炎を受けた津軽はその後、菱宮財閥が運営する病院に入院することになり、世界中の優秀な医師に診断されるも目を覚ますことはなかった。彼女の体内では白陣と廻炎の影響からか未知のウイルスが血液中に駆け巡っており、これの影響により成長が止まってしまったようである。このウイルスを採血して解析しようとした研究員は変死を遂げていった。
それから遠い未来で遺跡の中で目覚め、見たこともない世界を目の当たりにする。そこでクガナという達磨に似た少年に出会い、失った記憶を求めて旅をすることになる。
『pop'n music』に登場するキャラクター、ツララと似ている。ツララはGOLIがデザインしたキャラクターで、当初はセリカとエリカを1Pキャラクター、2Pキャラクターとしてそのまま持っていくつもりだった。
『武装神姫』のEXウェポン（挿げ替え）キャラクターとして登場している。サンタクロースをモチーフにしており、「アルカディア」2007年1月号では、デフォルメキャラクターによるパロディのイラストも描かれた。『武装神姫』の作中の世界である2036年の未来では、ツガルはコールドスリープ状態に置かれており、その寂しさから天才科学者「D」が若い頃のツガルの精神構造をロジック化して作った神姫という設定。なお、「D」の正体は元のキャラクター設定を知っていれば一目瞭然といえる。。また、『ボンバーガール』にゲスト出演しているのはこのサンタ型ツガルである。
名前の由来は青森県のつがる市から。
 達磨(ダルマ、DARUMA)
声：小林ゆう
初出は『beatmania IIDX 8th style』。茶髪をヘルメット（ゴーグルのように描写されることもある）で隠している。本名は「刃雪達磨（はゆき たつま）」（『ROOT26』で判明、漢字表記は『Roots26 S[suite]』から）。13歳で血液型はAB型。兵庫県出身。一人称は「俺」。
好きなものは、アルカディア第一期掲載時：HIPHOP・ROCK・開運達磨→IIDXバイブル掲載時：HIPHOP・開運達磨→『ROOT26』掲載時：開運達磨・調理実習の授業で奪う津軽の手料理。
津軽と同じ中学「華錬学園」に通う生徒で、普段は前髪で顔を隠し授業中は昼寝を決め込む地味な生徒だったが、ある日街中で夜の姿の津軽を見かけてからは、彼女に近付くために高校生だと偽ってフードを深く被り、夜の街を出歩くようになる。実はIQ200の天才児なのだが、それ故に勉強が退屈らしく学校の成績は良い訳ではない。運動神経もよく、体育祭のリレーでは走りの早さを存分に発揮した。そのため校内の女子に結構モテている。自分でも止められない程のスケベで、よく女性陣にいたずらをしては津軽を怒らせている。
『ROOT26』では小学時代、IQの高さからか周囲からは期待の眼差しを向けられるが、やがてそれが退屈に感じて授業中は寝て過す日々を中学2年の頃まで送る。後に父親に華錬学園へ転入させられるが、それでも変わらない周囲の反応を退屈に思い、それまでと変わらず寝て過す日々を続けていた。だがある日、寝ているところを津軽に馬鹿呼ばわりされて叩き起こされ、その日の夜にゲーセンで津軽と再び出会うこととなる。
初出時は眼の描き方が他の男性キャラと同じような硬派なイメージだったが、『ROOT26』でのキャラ紹介以降からは眼が大きめに描かれ、ショタキャラとして扱われるようになる。
『パーティーモード』では、文化祭でDJライブをやるつもりだったが腕を怪我をする。その理由は、車に轢かれそうになった猫を助けたまでは良かったのだが、そのときに女子高生のスカートの中を見ようとして自転車に轢かれてしまったのだという。
『Roots26 S[suite]Vol.1』では、バレンタインの日に校内の女子生徒達からチョコを渡され、津軽からはヤキモチを焼かれる。しかし、下校時の靴箱に入れられていた大量の義理チョコの中から津軽のチョコを見つけて大喜びしていた。
『Roots26 S[suite]Vol.2』第一話では、女子生徒達にホワイトデーのお返しを一人一人渡していたが津軽には渡す気配がなかった。が、これは津軽に渡すプレゼントを人に見られるのが恥ずかしかったためであり（その結果津軽の誤解を招くこととなるが）、その日の夜に寮の前で大きめのテディベアをプレゼントした。第二話では、ユーズの誘いで海へ出掛けたが、乗り物酔いでダウンしていた。しかし女性陣が水着姿になると体調お構い無しにテンションが上昇した。その後、孔雀と共に彩葉・リリス・ナイアの3人の元へ行きナンパ紛いなことをやらかしたが、津軽に気づかれてソフトクリームを目元に押し付けられ、追い掛け回されて逃走した。
『Roots26 S[suite]Vol.3』第一話では、ジョニーズにて、孔雀と共に鼻の下を伸ばしてウエイトレスを眺めていた。第四話第一部では、冒頭から仮病を使ってどうにか寒い外への買い出しを避けようとするが、どう見ても嘘臭く、しかも女性達にセクハラをしていたので津軽から制裁を受ける。結局セムを含めた男子全員は買い出しに駆り出されることになった。
数年後の未来を描いた第四話第二部では、研究施設の主任になっており、眠りについたまま目を覚まさなくなった津軽の治療法を研究していた。ドラマCD本編に書かれなかったブックレットの小説では、津軽が病院に運ばれてから面会しても目を覚ますことはなかったため、津軽のために「ダルマ」というあだ名を捨てて医療の道に進むことを決意する。中学卒業時には研究者として認められ、津軽回復のために設けられた医療チームの一員になり、そして主任になる。主任に選ばれた理由は、前主任達が津軽の血液を採血してウイルスを調べたところ、次々と変死を遂げたからである。研究を続ける中、医療チームは達磨一人になっても未だに進展出来ずにいた。
ドラマCD内の第四話第二部、クリスマスの夜にナイア達が心配して研究所に来てくれるが、みんなが作ってくれた小さなツリーを叩き落し、その上で彼女達を疑うようなことを口にする。かつての変態要素が強かった少年とは打って変わり、冷め切った性格になっている。この性格の変化の原因は回想で描かれており、負傷した津軽に対して目の前で士朗が「廻炎」を使用したから。また、シアからかつてのあだ名だった「ダルマ」と呼ばれるが、このことを激しく嫌った。ナイア達が去った後、医療用のカプセル内で眠り続ける津軽に目を覚まさないと知りつつも声をかけ、過去の思い出を瞑想して眼に涙を浮かべながら津軽に別れを告げて研究施設を後にする。雪の降る街中、達磨は士朗に対する憎しみの叫びをあげながら去っていった。
『Vol.3』のブックレットの巻末ページでは第四話第二部の出来事の後、後にセムからROOTS26を譲られることになる。
 彩葉(イロハ、IROHA)
声：山崎和佳奈（パチスロ版）、植田佳奈（ドラマCD版）
初出は『beatmania IIDX 9th style』。オレンジ色のロングヘアで、花飾りのついたかんざしをしている。京都出身で伝統ある呉服屋の三女。天土と緋浮美の妹でもあり、フルネームは「梅桐彩葉（うめぎり いろは）」。厳格な祖母により命名。17歳で血液型はAB型。一人称は「ウチ」で照れると京都弁になるが、『ROOT26』及び『Roots26 S[suite]』では京都弁で話す。
好きなものは、アルカディア第一期掲載時：オカルト本・緑茶・悪魔城ドラキュラ→IIDXバイブル掲載時：POPS・オカルト本・緑茶。
『9th style』稼動からしばらくしても設定が公開されずその後名前及びプロフィールを一般募集し、その中から設定が完成した（募集の際、リリスの相方でオカルト好きとの決定事項は発表されていた）。このためロケテスト以降、彼女の衣装にデザインされていた「CHAKURA」をもじった「チャクラ」という名前が浸透していた時期がある。この名残から、彼女に憑依する幽霊として茶倉の設定を盛り込むこととなった。『ROOT26』である事件をきっかけに緋浮美によってウサギの姿に変えられたことがある（後にこのエピソードは『Roots26 S[suite]Vol.2』第三話に収録される事となる）。
高校入学と同時に上京、その際警察に追われる撮影衣装時のサイレンと孔雀を追いかけるリリスに出会い同じ高校であったために意気投合し後に「白黒コンビ」と呼ばれることになる。リリスを通じてIIDXをプレイするようになり、腕前はリリスと同様。リリスとは対照的に明るくお喋りで、『IIDXバイブル』では「機関銃」というあだ名が付けられていた。梅桐家の中では非常に霊力が強く、初登場時のアルカディア第一期掲載時では誰もいない場所で話しかけていたこともあったという。そのため茶倉が憑依することになる。口癖は「ややわぁ」。
登場以降暫くは無表情、もしくははにかんでいる程度の画像ばかりであまり活発なイメージは見られなかった。しかし2006年にスタートした『ROOTS26』では第一回から非常に良く喋るキャラクター性を発揮し、以後の人気投票では首位を取ることも多くなった。
度々隠し撮りをするエレキには手を焼いているが、まんざらでもないらしい。
『Roots26 S[suite]』では慌てん坊で少しおっちょこちょいな性格になっている。またリリスと一緒に「シロロ魔術」を率いて惚れ薬を作るが、それが原因でトラブルが起こることがある。
『Roots26 S[suite]Vol.2』第二話ではリリスの身体に昇天したエレキを砂で埋める一面も。
『Roots26 S[suite]Vol.3』第一話ではオカルト研究部にて再び惚れ薬の開発に挑み、完成した。なお、参考にした書物は緋浮美が管理していたものから懲りずにまた無断で持ち出したという。実験台を探しにジョニーズに入るとエリカに出会った後に孔雀・ダルマ・エレキの3人を見つけ彼らの内エレキを実験台にすることにしエレキが頼んだアイスコーヒーに惚れ薬を入れるがそのとき孔雀がウエイトレス探しに夢中になっているところをぶつかり危うく溢しそうになったが、溢さずに済んだ。しかし孔雀が頼んだコーヒーと区別が付かなくなり、孔雀は適当にアイスコーヒーを飲むと一気に痩せこけてしまう。慌ててリリスと一緒に外に出るが緋浮美にバレてしまい、追いかけられる羽目に。
なお『Vol.3』のブックレットでは高校卒業後、梅桐家の当主になることが判明する。また第四話第二部では眠りについた津軽を助けるために緋浮美と共に修練を積んでいることが、天土の口から語られていた。
 英利(エイリ、EIRI)
初出は『beatmania IIDX 9th style』。長野出身のライダーで血液型はA型、年齢は明かされていない。一人称は「俺」で語尾に「ッス」を付ける。
好きなものは、アルカディア第一期掲載時：バイク・コーヒー・味噌汁・蜂の子・ザザムシ・蚕・五平餅・MTO・Des-ROW→IIDXバイブル：ブロンソン・バイク・コーヒー・五平餅→『ROOT26』掲載時：Tバイク・コーヒー・脳トレ。
ミュ=コシバ監督の映画『lower world』の主人公にあこがれたりもする。バイクで各地を回りIIDX勝負の旅をしていたところガソリンスタンドでニクスの態度に腹が立ち口論となり長崎産のローメンを食べさせ日本文化の厳しさを叩き込むが、IIDX勝負で敗北し更には仲間達にも敗北。そのため東京に留まり、ニクスが住むサイレン宅に居候することになる。昆虫食を平気で食べ蚕のさなぎの佃煮を食べる姿にサイレンとニクスは驚き、『IIDXバイブル』でバイクを大破させたニクスにお仕置きとして三食ザザムシを食べさせたこともあった。大のコーヒー好きで一日に飲むコーヒーの量は尋常ではなく、ふと気がつけば自前の「うさお君マイカップ」にコーヒーメーカーもないのにいつの間にか熱々のコーヒーが注がれている。出すときにたまに火傷する。現在ニクスが勤めているガソリンスタンドでアルバイトをしている。『ROOT26』で原油高の影響で給料は少なくなり金銭苦になり、必死に金銭を得られる方法を探しているときに孔雀に賭け事をしたレースが行われていると聞き2日後にクリムゾン・チェリーとバイクレースの勝負を挑むものの敗北、しかし翌日にROOT26で茶倉から商店街の景品であるコーヒー豆含む食料一年分の商品券を貰い事なきを得る。
『ROOTS26』で芸術大学の出で才能もあり過去に手がけた作品は高い評価を受けていることが判明。ただし仲間内には知られていない（世間では英利の作品の作者を「名無しの若き芸術家"E"」と呼ばれているらしく美大生のセリカはそれに憧れるが作者の正体が解らないセリカは英利を「バイク三昧のろくでなし」と見なし、飯を奢らされる）。ふとしたことで美術を仕事にすることに対し疑問を抱き、バイクで旅立っていったという。
ミュ=コシバ及び英利の名前の由来は『pop'n music』のスタッフであるミコシバから。またlower worldは9th styleに収録された曲名が元ネタで、ムービーもミコシバが手がけた。
 鉄火(テッカ、TEKKA)
声：飛田展男（パチスロ版のみ）
初出は『beatmania IIDX 10th style』。浅草出身。血液型はA型で18歳。一人称は「俺」。
好きなものは、アルカディア第一期掲載時：大トロ・中トロ・イクラ→IIDXバイブル掲載時：大トロ・イクラ・ツインテール→『ROOTS26』掲載時：イクラ・カンパチ・あぶりトロ・ツインテール（髪型が）。
次代の親方になるように育てられ、彼もまた親方を目指す江戸っ子で職人気質の熱い少年。実家は識のゲーセンの隣で寿司屋「鉄（くろがね）寿司」をやっている。祖父である親方が店の一字を名前に含めてもらったことに誇りを持っている。ファーボと行動を共にしているらしく、一緒に描かれることも多い。エレキとは親友。唯一のメガネキャラ。高校生で同じ学校の人気者である「白黒コンビ」に憧れ彼女達が識のゲーセンの通っていることがわかり、自分も常連になる。IIDX歴はまだ浅くライトプレイヤーだが寿司を握る器用な手先を活かし、ほぼ無音で鍵盤を叩くことが出来る。実家が寿司屋と知った仲間達には寿司を握るように言われることがあり、サイレンに寿司について導き教えたり山葵が苦手なエレキに特盛りわさび入り鉄火巻きを握ったりしたこともある。『IIDXバイブル』でセリカに想いを寄せている模様。
『ROOTS26』では鉄寿司の親方が父親になっており、当初は中学卒業後はそのまま職人の道に進む予定だったが、父親である親方に言われたとおりに高校へ入学することになる。また他人の恋愛話が好き、恋愛小説や漫画を好むといった一面を持ち更にツインテール愛好家の一面を持っており白黒コンビのツインテール姿が拝見出来たら半殺しになってもかまわないという危険な妄想を抱いている程である（そのためセリカに好意を寄せるのも「ツインテール好き」だからという見方もあり、彼女の無茶な頼み事には断れない様子）。
彼についても発表後しばらく名前が公開されず、それぞれの解釈で呼ばれる期間が長かった。例を挙げると『10ty style』の楽曲「Daisuke」に登場するダンサーにちなんだ「大輔」など。
 ファーボ(FA-BO)
初出は『beatmania IIDX 2nd style』なのだが、『10th style』稼動後からキャラクターに加えられた。ただし、ナンバリングはされていない。好きなものは、アルカディア第一期掲載時：寿司・わさび・駄菓子→IIDXバイブル掲載時：わさび。
元は楽曲「dong-tepo no.1」のレイヤーに登場したキャラクターで元来「ファイアーボーイ」と名前が付いていたが、設定上この呼称が使われたことはない。元は地球侵攻の任務を遂行していたが記憶喪失になりゲームセンターのぬいぐるみに紛れ、閉店後にプライズ品の駄菓子を食べて生活をしていた（夜中に目撃した識は座敷わらしみたいな妖怪だと思い、そのことを仲間達に話すが誰も信じてもらえなかった）。後にトランのぬいぐるみを獲ろうとしていた鉄火に獲得され、自宅に置かれることになる。昼はぬいぐるみとしていたが夜中、寿司を漁っているところを鉄火に見つかり事情を話し鉄火の家に居候する。人語を解し会話が出来るが人見知りが激しいため、鉄火を含む数人以外の前ではぬいぐるみとして生活している。わさびが好物。弁当に持っていた寿司の匂いから士朗の猫に追い回され、以来猫嫌いになる。捕獲前、夜中にこっそりIIDXをやっていたのでIIDXをやりに鉄火にゲーセンに連れてもらうこともある。クリアが出来ないと発狂し奇妙な言葉を発することがある。
リザルトでは『8th style』のFAILED画面に登場した以降、段位認定落ちの画面に登場するようになる。落胆するプレイヤーの神経を逆撫でするような表情・台詞を見せたり、落ちたプレイヤーの言い訳を代弁するような演出をしている。
 茶倉(サクラ、SAKURA)
声：冬馬由美（パチスロ版のみ）
初出は『beatmania IIDX11 IIDX RED』だが、名称や設定での登場は『9th style』から。血液型はA型で出身地・年齢不明。一人称は「アタシ」。好きなものは、アルカディア第一期掲載時での彩葉紹介時：利きカフェラッテ・もんじゃ焼き・トゲトゲ→IIDXバイブル掲載時：トランス・憑依・日本刀。
やはり稼動後しばらくしてから名前が発表された。黒髪で、長いポニーテールの女性。クールで男勝りな言葉遣いをする。ある日突然、新種の病気に冒され東京のとある病院で死亡するものの、その以前にナイアにIIDXが負けたことが悔しくゲームセンターに地縛霊として居座るようになる。その後、霊感の強い彩葉に曳かれて彼女に憑依するが緋浮美によってかんざしに封印される。それからしばらくは彩葉の身体を借りてナイアと勝負を続けていたが、その際はリリス以外からは彩葉の別人格だと思われていた。そんなある日、病死自体が死神による手違いであったことが天界にて判明しあっさりと元の身体に戻される。元の身体は病気の原因を解明するための献体にされており四国の施設からバイクとバイクスーツを強奪して東京へと帰還を果たし、ナイアのいるゲーセンに着くものの鉢合わせしたリリスは混乱し泡を吹いて倒れ霊力の強い彩葉のかんざしに魂が吸い寄せられそうになる。中途半端に蘇ったので魂が抜けるようで暫くは彩葉に憑依してはナイア等にいたずらするが、事情を知っているリリスの前では憑依出来なかった。ナイアを一方的にライバル視しつつニクスや英利とはバイクで勝負したり孔雀やデュエルとは飲み仲間になるなど、ナイアとは違うベクトルの姐御キャラに落ち着く。勝ち気だがスケベなことには超純情など、いわゆるツンデレの要素も孕んでいる。口癖は「ぶっつぶす」。
『ROOTS26』のデュエルの紹介時では鉄火の父親に気に入られたようで、鉄火の家の寿司屋で住み込みの女中として働いている（夜飲むためいるのはランチと夕方の時間帯）。また英利の紹介時では「クリムゾン・チェリー」として素質を隠し、賭け事によるレース勝負を挑む英利を打ち負かす。翌日、一文無しの英利に商店街のくじ引きで当たったが一人じゃ食べきれないと言いコーヒー含む食料一年分の商品券を渡していた。
新規女性キャラクターにもかかわらず、次回作『12 HAPPY SKY』のリザルトには登場しなかった（家庭用では追加されている）。また『16 EMPRESS』までのリザルトでの出演は少なく『Roots26 S[suite]』では女性キャラの中では唯一出演しなかったため、他の女性キャラと比べるとやや不遇な扱いを受けていると感じられる（ただしプライズ品の「beatmania IIDX ヒロインフィギュアコレクション」では商品化している）。
 シア(XIA) / 夏天(シアティエン、XIATIAN)
声：斎藤千和
初出は『beatmania IIDX12 HAPPY SKY』。褐色肌で、クリーム色の髪色の少女。13歳で血液型はA型。一人称は『ROOTS26』での紹介時では「私」だったが、それ以降では「シア」。文体に「にゃ」を入れて猫を連想させる口調で話す。
好きなものはHAPPY SKY公式サイト掲載時は歌・本、だが『ROOTS26』掲載時ではお姉ちゃん・ダディ・家族、が追加された。公式サイトに掲載されていた5〜6歳時のプロフィールでは、おゆうぎ・えほん・ねこのミュンさん（姉の手作りぬいぐるみ）となっている。
例によって名前が公募されフルネームは夏天（シアティエン）だが、縮めてシアと呼ばれる。ナイアの生き別れの妹で本名はアルア（ナイア=無いあとの対になっている）。セリカとエリカの義理の妹でもある。
5〜6歳時の頃、姉のナイアと海へ海水浴へ出かけ2人乗りボートに乗った際に沖に流された後大波に呑まれ海難事故に遭うが、イルカに乗せられたり板の切れ端に掴まったりと様々な奇跡により記憶こそ失うものの東南アジアの小さな島国に辿り着き生還。ピアニストである現在の養父（エリカとセリカの実父）に出会い暫くは島で彼との生活が続き、彼が島から去ると離れることに拒んだシアは養女として一緒に世界を廻り、そして歌手としての才能を開花させる。その後日本でのコンサートのため来日し開演一週間前に浅草でデュエルに昔の日本的な挨拶をされたりサイレンにお守りを貰ったりと奇妙な日本見学を迎えた頃、ゲームセンターで（『ROOTS26』ではコンサート会場で）ナイアと再会。養父からは歌を唄い続けることを条件に、ナイアと共に暮らすことを許可される。その後ツガルの学校に編入した。天真爛漫で明るい女の子だが『ROOTS26』の達磨紹介時では女性メンバーにセクハラ行為をやらかした挙句、津軽を含めて「つるぺたズ」と呼んだ達磨を津軽と一緒にコテンパンに叩きのめす一面も。
『Roots26 S[suite]』では達磨と津軽に関係するストーリーに登場する。
『Roots26 S[suite]Vol.2』第二話では浜辺で砂で城を作っていたが一度目は孔雀と達磨に、二度目はナイアから逃れる孔雀に崩された。その後孔雀にローキックをお見舞いした。
『Vol.3』第四話第二部では、落ち着いた雰囲気になっており、文体に「にゃ」を入れていない。
 冬夜
声：草尾毅
設定上の初出は『beatmania IIDX12 HAPPY SKY』で初出は『ROOTS26』ではあるが、『beatmania IIDX14 GOLD』の楽曲「CROSSROAD」ムービーにも登場した。シアの養父だが、セリカ・エリカの実父である。また後付ではあるが菱宮家の血族であり、同時にセリカとエリカは津軽の従姉になる（このことは、『ROOTS26S[suite]Vol.3』のブックレットで判明する）。実名は「菱宮春一」、一人称は「僕」と思われる。
ナンバリングはされていないが、ファーボとは違いリザルトやポスターには書き下ろされていない。しかし『ROOTS26』にて出演しており、1キャラとして扱われている場合もあるために本項目にて説明する。
津軽の祖父の息子、つまり彼は津軽の父の兄で叔父になる。父から愛されていたが束縛された人生を嫌ったために彼は一人の女性、つまりセリカ・エリカの実母になる女性（容姿はセリカと同じ髪色のロングヘアーの女性）と駆け落ちしてしまい菱宮の跡継ぎにならずピアニストの道を選ぶことになった。詳しく書かれることは無かったが、その後何らかの原因で2人は別れることになり実母はセリカとエリカ出産後、実父にそのことを秘密にし北海道の養護施設に預け他界。実父はそのことを知らずにピアニストとして世界を廻るようになる。なお途中、アルア（シア）に出会い彼女を養女として共に世界を駆け回ることになり、そして後に日本に帰国した際、シアは姉のナイアと再開を果たすことになる。そして『ROOTS26』のシア紹介時の短編小説でエリカが星龍華で鉢合わせをした際、彼を罵倒していたが続きは書かれず「セリカの回に続く」と書かれ終わってしまう。
しかしその後のストーリーは掲載されることもなく、またストーリーラインが神崎家関連中心となったからか彼とエリカの関係の結末は未完のまま終えてしまう（ただし意図的だったのかどうかは不明）。
 緋浮美(ヒフミ、HIFUMI)
声：進藤尚美
初出は『beatmania IIDX14 GOLD』。深紫色の髪色で、往年のディスコを匂わせる服装と扇子が特徴的。彩葉の姉で天土の妹でもあり、梅桐家では次女にあたる。年齢・血液型不明（18歳以上の可能性あり）。彩葉同様一人称は「ウチ」で、京都弁で話す。好きなものは、ユーロビート系・古書・純金・彩葉（いじり）。妹の彩葉からは「ヒー姉」と呼ばれている。
妹の彩葉をさん付けするなど、常に上品で絶対的な余裕を持つ新たなキャラクター性があり、『14 GOLD』の新規キャラクターにもかかわらず稼動より遥か前から他キャラクターとの絡みに溶け込んでいる。
表向きは呉服問屋「桐生屋」で働くが魔術や錬金術に長け、裏ではこれを仕事にしている。彩葉に茶倉の魂が憑依したとき、祖母が渡したかんざしで天土と共に封じ成仏させようとしたが茶倉の魂に違和感を持ち放置することに。彩葉が通う高校が母校で、社会勉強のために彩葉を進学させた。彩葉を厳しく接し天土の影響からかよくいじっているが、本当は心配性で守るべき存在との自覚は持っている。彩葉がゲームの面白さを語り自身もゲーセンにのめり込み、時に仕事着とも言える着物姿でゲーセンに言ったこともあり祖母と天土に仕打ちを受ける結果になった。
『Roots26 S[suite』のブックレットによるキャラ紹介では呉服問屋の仕事や無茶をする天土にストレスを感じているらしく、慰めでインターネットで知り合った知人とネットゲームをしている。また、甘党で東京のスイーツを制覇することが夢だという。
『ROOTS26』及び『Roots26 S[suite]Vol.2』第三話ではケイナとはメル友でネット上では「UME123」と名乗っていた。彩葉が持ってきた書物をケイナがUME123に解析を頼んだところ、何故か緋浮美が知る由も無いケイナの携帯に電話を掛けてきた。その後ROOTS26でセムの新作の衣装を試着したところ無断で書物を持ち出した彩葉を見つけ追いかけ、公園で水を飲んでいるところを捕らえお仕置きとして彩葉を魔術により兎の姿に変えてしまった（なお、これを機に天土から逃げ出したことが『Vol.3』のブックレットの巻末ページで判明する）。
『ROOTS26』の天土のキャラ紹介時及び『Roots26 S[suite]Vol.3』第二話では仕事をサボって帰ってこなかったため、長女の天土にお仕置きとして小瓶の中に閉じ込められてしまう。
『Vol.3』第四話第二部の天土の会話から、津軽のために彩葉と共に修練を施していることがわかる。
作者によるとかなりひん曲がった性格で、めったにデ○を見せないツンだそうである。名前の由来はチンチロリンの出目のひとつである一二三から。
 天土(アメト、AMETO)
声：田村ゆかり
初出は『beatmania IIDX16 EMPRESS』。赤色のロングヘアの少女で、ツーサイドアップにしている。彩葉と緋浮美の姉で梅桐家当主。年齢・血液型不明（18歳以上の可能性あり）。一人称は「私」だが、『Roots26 S[suite]』では「うち」「あーちゃん」と言うこともある。言動も幼い部分があり、「あーちゃん」と呼ばせることを強要する。
好きなものは和・ピンク・甘いもの・ヒーちゃん・いろはちゃん。このことから緋浮美と同様甘党で、緋浮美をヒーちゃん、彩葉をちゃん付けで呼ぶ。
妹2人より幼い外見をしているのは過去に祖母が霊力を若く保つために若返りの秘法を手伝っていたところ、幼い頃の緋浮美と物心付く前の彩葉の悪戯によって秘法は失敗、その影響で体の成長が止まってしまったため。この術式の効力が解けると一気に老けるか死に至る（緋浮美と彩葉には伝えず）。唯一の手段は梅桐家の中で最も霊力の高い彩葉が卒業と同時に梅桐家を継いでもらう必要があり、そのためか彩葉には優しく接する。逆にこのような結果となってしまった大本の原因である緋浮美には彩葉が跡を継ぎ秘術の手伝いを出来るように無茶な修行を課せ、霊力増幅を試みている。1回だけ後述の紗矢と勝負したことがある（「アルカディア」より）。リリスには気に入られているようで、『ROOTS26』内のイラストコーナーなどでは兄のセムをそっちのけで可愛がっている様子が見られる。『ROOTS26』ではリリスに会い、一緒に歩いているところを彩葉と紗矢に会う、天土と紗矢は互いに本心を向き合おうとしたがエレキと士朗の介入により、止められることになり紗矢も去ってしまう。その後彩葉と一緒に甘味処に行くことになる（その後の続きは天土のプロフィール公開時の短編小説に記述される）。神崎の人間である士朗には警戒心を抱いている。
『ROOTS26』の天土紹介時及び『Roots26 S[suite]Vol.3』第二話では彩葉に甘味処へ連れてってもらい（エリカはそこで掛け持ちバイトをしていた）、中に入ると桐生屋から離れ有意義に過していた緋浮美を見つけ仕事をサボった罰として小瓶の中に閉じ込めた（そのとき彩葉とエリカは気づいていなかった）。
『Vol.3』の数年後を描いた第四話第二部では、ナイア達と共に達磨の居る研究機関へ行った。この頃は肉体は元に戻ったのかは不明だが語尾に「じゃ」をつける老人風の口調になっており、初出当時と違い落ち着いた雰囲気になっている。
正式登場より1年以上も前になる「アルカディア」2007年3月号表紙に横顔が描かれているが、当時はこの人物が誰なのかは明言されなかった（ただ表紙イラストは彩葉と緋浮美2人だったので、2人の姉ではないかという予想は十分に出来た）。
 紗矢(サヤ、SAYA)
声：水樹奈々
初出は『beatmania IIDX16 EMPRESS』。翡翠色のロングヘアの女性。出身地・年齢・血液型は不明。一人称は「わたし」。好きなものは、雪・士朗ちゃん・お父様・洋服。
士朗の義妹、エレキの義姉で神崎家当主代行。梅桐家である天土とは対立している。養女であり2人とは血は繋がっていないが、エレキには知らされていない神崎家の裏家業には精通している。エレキとは別に神崎家に伝わる裏の技の数々を士朗と共に（それと知らずに）伝授していく。ある日の夜に士朗と紗矢は弦士の命により日常とはかけ離れた場面に遭遇し、同時に平和な日常に別れを告げる事となる。後に士朗は神崎家に反発し家を出るが、紗矢は神崎家の人間として生きる道を選ぶこととなる。士朗を「失敗作」と呼びつつも狂気に近い歪んだ愛情を向ける重度のブラコンかつヤンデレで、幼少の頃に士朗が「一生守ってやる」と言った言葉に対し「お嫁さんとしてもらって」と返した約束を未だに引きずっている。『ROOTS26』に掲載時のイラストは他の女性キャラと比べると眼が死人を連想させる、虚ろな描き方になっている。普段の話し方は淑やかかつ丁寧だが激昂すると口調が荒くなる（例：普段は士朗を「ちゃん」づけで呼ぶが、激昂すると呼び捨てになる）など、感情の起伏が激しい。
『Roots26 S[suite]Vol.1』第四話は幼少の頃、両親が目の前で殺害されており神崎家に引き取られても心を閉ざしたままで道場に通う少年達から偏見の目で蔑まれていた。しかし苦手としていた蛇を退治してくれ、そして自分を心配してくれた士朗と約束を交わし心を開くようになる。また『ROOTS26』掲載時の頃では士朗が神崎家を出て行ったから現在の歪んだ性格になったと思われていたが、『Vol.1』第四話の劇中では弦士に仕打ちを受ける士朗に対して罵るような発言をしていたため、士朗が神崎家を出る前から性格が歪んでいたことがわかる。
『Roots26 S[suite]Vol.2』第四話では夜、士朗に遭遇。菱宮家の国家機密級のネットワークに不正アクセスした元を調べた結果。士朗の関係者であることに気づいたことを士朗に告げる。そしてエリカが現れ、エリカを護ろうとする士朗を襲う。さらに追撃しようとしたところ、携帯から連絡が来たために去ることにした。
『Roots26 S[suite]Vol.3』第三話では弦士に士朗達の接触を止めることを言われるが、結局は意に反することになる。エリカの携帯に連絡し「兄が不治の病に掛かっている」と告げこのことで話し合いしたいと言い、「この事を秘密にするために誰も連れてこないように」と念を押しエリカを呼び出すことに成功する。その後菱宮センタービルで探索を終えた士朗に公衆電話から連絡をし、士朗を菱宮ファナンスビルに呼び出した。第四話第一部では、エリカを取り戻そうとする士朗と激突。両者一歩も引けを取らない状況だったが弦士の介入により気を失い、彼の部下によってこの場から連れ出されてしまう。なお、ブックレットの巻末ページでは第四話第二部の回想である士朗と弦士の戦いの前に再び士朗と戦うことになっている。そして後に、士朗と共に弦士と戦うことになる（この光景の一部は第四話第二部に収録される）。劇中第四話第二部では出演はしていないが、ブックレット内の小説ではナイア達と一緒にタツマの研究施設にいたことがわかる。彼女のみ達磨の前に姿を表さず、扉の後ろに隠れて複雑な心境で会話を聞いていた。この頃の紗矢は罪滅ぼしとして、天土達に協力をしていた。施設の中、ナイア達と天土の姿がこの場を後にすると紗矢もまた、この場を去っていった。
 戌(イヌ、INU)
初出は『beatmania IIDX17 SIRIUS』。黒い衣装に戌型の白い仮面をしている。初出作のリザルトや腕や頭に「4」に似たマークが刻まれていたことなどから一部では正体は神崎士朗（"4"LOW?）と予想されていたが『パーティーモード』のイベントで戌と士朗が対峙していたため、正体は士朗ではない。一人称は「私」で、機械音のような声で語ってくる（漢字以外の文体はカタカナで表記される）。紗矢の側近。
『パーティーモード』の終盤、紗矢の命令でエリカを捕らえ士朗をクラブに誘い込み勝負を挑むが敗北、同時にクラブにいた観客達の洗脳が解け自身はエリカを解放し去っていった。また、紗矢の口から士朗の仲間達の誰かを洗脳させている事がわかる（『パーティーモード』ではユーズと入れ替わるように登場したので一部ではあるが、ユーズ説が挙がっている）。
だが、『beatmania IIDX18 Resort Anthem』内の『ストーリーモード』の終盤で戌と紗矢が黒甲冑の男2人（のちにセムとユーズだということが分かる）と対峙する場面があるため、またも正体不明となっている（戌も神崎流古武術を扱う描写あり）。
『Roots26 S[suite]Vol.3』のブックレットの第四話第一部の小説を拝すると、戌のマスクを着用した弦士の部下を確認できる。
『beatmaniallDX 19 Lincle』の新曲「Round and Round」においてAAAスコアを取得時に茶倉が戌に変わるムービーが登場し、戌の正体は茶倉であることが判明した。
 弦士(ゲンシ)
声：小杉十郎太
設定上での初出は『ROOTS26』の紗矢のプロフィール公開時で、正式の出演は『ROOTS26S[suite]Vol.3』から（『ROOTS26S[suite]Vol.1』の時点ではブックレットにも容姿が明かされず、第四話では士朗の回想としての出演のため）。士朗とエレキの父、紗矢の養父。容姿はのブックレットのイラストで判明しキャラクター紹介と第四話の押し絵で描かれたイラストは全身を忍者と思わせる衣装で身をすっぽり隠しており、顔は目元しか出されていない。また第三話の押し絵では普段着と思われる和服を着用していたが、そのときは目元を仮面と思わせるマスクを着用していた。現時点で判明できる容姿は40〜50代の男性で士朗やエレキと同様に後ろ髪を束ねた黒髪、深紅の瞳となっている。紗矢のような悲しい過去を持っている人物とは違い、こちらは悪の首領として描かれている。
神崎流古武術を納め、神崎の当主を納めた男。両親を失った紗矢を養女にしたが、それは神崎の古武術を納める器にするためだったから。士朗を神崎当主にしようと思っていたが、士朗はそれに反発し家を出て行ってしまう。士朗の才能を惜しく思うも現在は「表」を当主代行の紗矢に任せ、「裏」として暗躍している。
『ROOTS26S[suite]Vol.3』第三話の冒頭、紗矢に士朗達の接触を止めることを告げるが紗矢は意に反しエリカを拉致し士朗と接触を試みたため紗矢のいる菱宮ファイナンスビルに向かうことになる。第四話第一部では士朗と紗矢の戦いに介入し紗矢を気絶させ、士朗に菱宮と神崎の人間は一緒になれないと告げ去っていった。第四話第二部では士朗に圧倒されていたようで負傷していたが、最後の悪あがきとして「白陣」をエリカに向けて使用し光に溶けるように消滅していった（「白陣」はエリカを庇った津軽に受けることに）。

## 世界観
設定が記述される上での舞台は、現代の関東地域（主に東京都や横浜市）である。キャラクター達は『beatmania IIDX』を通じて交流する（例外もある）遊び仲間だがその中には幾つかのグループが成立しており、また恋愛関係や複雑な家族関係などから一概に全員が単純な友達同士と呼べるわけではないという設定になっている。初期の頃は上記に書かれている通りただの遊び仲間克つその仲間達による日常的な日々の設定だったが後期になると魔術のような非現実的な要素が取り入れられ、更に重いシリアスな展開に変化していった。
また曲中のムービーには別のストーリーラインがあり前述の「DoLL」、「EDEN」（『12 HAPPY SKY』に収録）などで確認することができる。また、「EMPTY OF THE SKY」（『12 HAPPY SKY』に収録）以外は音楽ユニット「TЁЯRA」のムービーに描かれている。

### 舞台
ROOTS26
原宿に位置する小さなファッションショップ、オーナーであるセムが経営する。物語の中心舞台になることが多い。エリカの掛け持ちバイト先の一つである。服飾店にもかかわらず、店にIIDXを設置している。メンバー達の衣装はこのショップのブランドになる。オーナーの趣味からかトゲ付き衣装が出されるが、妹である看板娘のリリスにトゲを抜かれ商品を陳列している。孔雀が撮影用に使用した小物類も安価で引き取る事もあった。アルカディアのコーナー『ROOTS26』やドラマCD『Roots26 S[suite]』のタイトルの由来である。
Xenon-世音-
セムが経営するVJカフェで、慧靂は夜にバーテンダーとしてバイトをしている（家庭の事情を知っているセムに特別に年齢をサバ読みしてもらっている）。
星龍華
横浜に位置する中華料理店でナイアの祖父の経営し、ナイアもまたここで働いている。後にシアがナイアの元に戻った後は、放課後にウエイトレスとしてナイアのお手伝いをしている。
DOVA
サイレンが講師を務める英会話教室。ニクスが同居したときには彼をバイトに出させた。名前の由来はNOVAから。
西映
孔雀が勤める映画会社で、主に特撮番組を手がけている。『ROOTS26』では火事で全焼してしまった。元ネタは東映より。
華錬学園
津軽や達磨、シアが通う全寮制進学校。全寮制。津軽の祖父が出資しているため、令嬢である津軽に身を及ぼすものならばそれほどの厳罰を受けるようで『Roots26 S[suite]Vol.1』第二話及び『Vol.2』第一話では教員が機嫌の悪い津軽に恐る恐る尋ねる様子が伺われる。『ROOTS26』で判明した出席番号は達磨は中等科1-B 17番、津軽は中等科1-B 41番となっている。
鉄寿司（くろがねずし）
識のゲーセンの隣にある寿司屋で鉄火の実家である。鉄火の祖父が親方ではあるが、『ROOTS26』では父親が親方になっている。後に茶倉が女中として昼と夕方に働くことになる。
桐生屋
京都に位置する梅桐家が表向きで経営する呉服屋。主は天土で従業員は緋浮美となっている。緋浮美はあまり呉服屋の仕事を好んでいない様子。
ジョニーズ
『Roots26 S[suite]Vol.3』第一話でエリカが新しく始めた掛け持ちバイト先の一つであるファミリーレストラン。ファミレスではあるが、制服のデザインがメイド喫茶を連想させるものになっている。
菱宮センタービル
『Roots26 S[suite]Vol.3』第三話で士朗が菱宮と神崎に関する情報を探し出す為に潜入した菱宮関連企業のビル。結果は先に繋がる情報は得られなかった。そこで士朗はセリカから連絡が入りエリカを探していること、そして紗矢から連絡が来てエリカを捕らえたことを告げられる。

### 家筋・組織
神崎家
古から伝わる歴史ある武術を伝える家柄で、遠い昔に梅と神裂きがあったことから梅桐家とは古くから因縁がある。表向きは古武術を教える道場だが裏の顔が存在し、18歳を迎えると伝授される武術と同時に知ることになる。慧靂は18歳を迎える前に家を出たために裏の神崎家を知らないままである。『Roots26 S[suite]Vol.3』第四話にて前主である弦士が禁術により行方不明となり、当主代行である紗矢が後に津軽のために梅桐に協力することとなり結果的に神崎家は消失したと思われる。
梅桐家
表向きは桐生屋という呉服屋を経営しているが、古くから伝わる陰陽・錬金術を代々受け継がれてきた家柄。有名な「飛梅」事件に関係し、道真公により「梅」の字を拝領した。歴史を覆す恐れのある書物や宝具などが霊力を施した厳重な蔵に収められ、梅桐家の家柄は代々からそれらを外に出ないように管理をしている。次女である緋浮美は「書」の蔵を、現当主である長女の天土は最も重要な「梅」の蔵を管理している。古くから神崎家とは対立している。『Roots26 S[suite]Vol.3』のブックレットの巻末ページでは後に彩葉が当主になることがわかる。
光伊財閥
光伊グループとも。10本の指（『Roots26 S[suite]』のブックレットでは5本の指）に入る神戸の大富豪で、将来に疑問を抱いたケイナは跡継ぎを拒み家出をした。しかし『Roots26 S[suite]Vol.3』のブックレットの巻末ページでは跡を継ぐことになる。
菱宮財閥
菱宮コンツェルンとも、津軽の祖父が中心となり華錬学園もこの財閥から出資を受けている。本来は祖父の息子（津軽の父の兄でありシアの養父）が跡を継ぐはずだったが彼は駆け落ちして去ってしまったために祖父は津軽が生まれる前に彼の記録を抹消し、津軽を跡継ぎに考えているのか厳しく育てることになる。

### 術・技
孔雀の目
クジャク・アイとも、孔雀の項を参照。
シロロ魔術
オカルト研究部にて使用される古の魔術だが当の白黒コンビは惚れ薬を作ってばかりなので、具体的にどのようなものなのかは不明。
梅桐家の術
現時点では緋浮美と天土が使用したのが確認できる。緋浮美使用時は彩葉に対し使用したもので、相手をウサギの姿に変えていた。対象となる相手に向けて、「サラ・マ・グラ・ツィ・ビィ・ゴエ・ゴエ…。サラ・マ・グラ・ツィ・ビィ・ゴエ・ゴエ…。オンッ! サラ・グラ・ソワカッー!!」と呪文を唱える。また天土が緋浮美に対して使用したものは対象となる相手を小瓶に封じ込めるもので、相手に向けて「サラ・マ・グラ・ツィ・ビィ・ゴエ・ゴエ…。サラ・マ・グラ・ツィ・ビィ・ゴエ・ゴエ… メタギ・ウイイラ・トキマキ…。オン・ラープラ・ソワカ!!」と呪文を唱える。
神崎流古武術
神崎家が古くから代々伝われてきた武術。
影柱の鴉 十翼（かげばしらのからす じゅうよく）
『ROOTS26S[suite]Vol.3』第四話第一部にて紗矢が使用した武術。自身の周りに赤紫色の光の帯が発生し、紅い閃光を輝かせながら十枚の刃へと変化していった刀で切りつける。
影柱の月 朧（かげばしらのつき おぼろ）
『ROOTS26S[suite]Vol.3』第四話第一部にて士朗が使用した武術。自身の周りに青い光の帯が発生し刀を青白く光る巨大な刃へと変化させ、切りつける。劇中では、紗矢の「影柱の鴉 十翼」と相殺させる。
影柱の鴉 百翼（かげばしらのからす ひゃくよく）
『ROOTS26S[suite]Vol.3』第四話第一部にて紗矢が使用した武術。自身の周りに赤紫色の光の帯が発生し刀から放たれた赤い感光が無数の刃へと分裂し、刃の渦に変化して相手を攻撃する。
影柱の月 赤光（かげばしらのつき しゃっこう）
『ROOTS26S[suite]Vol.3』第四話第一部にて士朗が使用した武術。自身の周りに青い光の帯が発生し巨大な炎の刃を作り出し、相手に目掛けて撃つ技。紗矢の「影柱の鴉 百翼」と相殺させる。
影柱の大鴉 天翔浄牙（かげばしらのおおからす てんしょうじょうが）
『ROOTS26S[suite]Vol.3』第四話第一部にて紗矢が使用した武術。赤い光の竜巻を発生させそれが巨大な羽の刃へと変化し、竜巻状に回転しながら相手の頭上に刃の雨を降らせる技。
影柱の三日月 双銀蓮華（かげばしらのみかづき そうぎんれんげ）
『ROOTS26S[suite]Vol.3』第四話第一部にて士朗が使用した武術。華のように広がる銀色の光の波紋の中心に刀で十字を斬ると十字に交差したの三日月状の刃が発生し、相手に放つ技。紗矢の「影柱の大鴉 天翔浄牙」と相殺させる。
影柱の二十六月 白陣（かげばしらのにじゅうろくつき はくじん）
『ROOTS26S[suite]Vol.3』第四話第二部の回想にて、士朗との戦いで負傷した弦士が使用した武術。自身が眩い白い光に包まれるとそこから光が伸び、対象となる相手に向けて光を放つ技、津軽はエリカを庇ったことで負傷し瀕死になる。使用者の弦士はそのまま消滅してしまう。
影柱の洛陽 廻炎（かげばしらのらくよう かいえん）
『ROOTS26S[suite]Vol.3』第四話第二部の回想にて、士朗が瀕死の津軽に使用した技。使用者と対象者がオレンジ色の光に包まれると使用者が対象者の身体を中心にして刀で円を描き、そして対象者を刀で貫く。使用者の士朗は文字通り姿を消し、対象者の津軽は老化することなく永遠の眠りについてしまう。

### その他
ビールとアニマ
識・ケイナ・ジルチが結成した音を操る新感覚漫才トリオ。「ローリングかむぱねるらツッコミ」を用いるが余りに斬新なドツキ漫才だったため受けず、結成3日目にして解散。元ネタはビートマニア。
胃ーあーる漢方
ビールとアニマ解散後に新たに結成した新感覚肉体派音楽バンドユニット。リーダーのジルチがドラム担当、他2名は識がベース、ケイナがギターと思われる（パーティーモードでは識がギター、ケイナがベースになっている）。結成3日後に喧嘩するなど纏まり間がまるっきりなく、結局解散に。しかしまた結成することもあるがやはり協調性がない。その様子が『パーティーモード』で観られる。なお、『パーティーモード』でのエリカの会話によると駅前のライブハウスでジルチが問題を起こしたことにより、出禁になったという。
元ネタはイー・アル・カンフー。
白黒コンビ
彩葉とリリスの学園内での2人の呼び方、白い服を着る彩葉と黒のイメージのあるリリスからきている。
白黒コンビで「オカルト研究部」に所属するが、部員は2人以外いない。活動内容のほとんどは惚れ薬を作ることになっている。
エレキテル
エレキがXenon-世音-にて作り出している自作ののカクテル。IIDXバイブルの時点で21番まであるが、識やデュエルが飲んだところ良い味にならなかったという。名前の由来は自身の名前とエレキテルから。
ホレホレドリンク
彩葉とリリスがシロロ魔術で作った惚れ薬でサイレンを実験台にエレキの作ったカクテルに入れるが、サイレンは「味が違う」とエレキと口論するのみである。
調音戦隊ハイハットマン
アルカディア第一期掲載時に掲載された孔雀のプロフィールにて描かれた特撮で、孔雀は敵役暗黒皇子ピピルチネの役をしている。過去にサイレンはIIDXに負けた罰ゲームでヤラレ役のお歯黒魔人グロンゾンの姿になったことがあり撮影終了後、孔雀とサイレンは撮影時の衣装のまま歌舞伎町で泥酔し警察署に連行されてしまったことがあった。なお、リリスはその2人を追いかけて（実際はサイレン目当て）いたところを彩葉に出会うことになる。
大好き唐揚げ弁当
IIDXバイブルより。識はこの弁当を暖めてもらう際に女性店員に「大好き」と言わせようとするお茶目な一面が見受けられる。
ウサピッド
『不思議の国のアリス』に出てくる時計ウサギをモチーフにしたウサギのキャラクター。『ROOTS26』の表紙漫画で、達磨がホワイトデーに津軽にこのぬいぐるみをプレゼントした。このストーリーを基にした『ROOTS26S[suite]Vol.2』第一話では、大きめのテディベアに変更されている。
みすっとらん
『ROOTS26』の天土紹介時にて、天土が口にしていたガイド誌。名前の由来はミシュランから。
究極のハニーマンゴースペシャルフルーツメガ盛りパフェ
『ROOTS26』の天土紹介時にて、天土が頼んだパフェ。

## ドラマCD
『ROOTS26』連載終了後の数ヶ月後に、各キャラクター達によるストーリーを描いたドラマCD『Roots26 S[suite]』が発売された。内容は『ROOTS26』に掲載されていた漫画や短編小説が基になっているものが多い。初回版には、ドラマCDの脚本を基にした小説、キャラクターの紹介やイラストが描かれたブックレットが付属した。
beatmania IIDX Spin-off Drama ROOTS26 S[suite] Vol.1
2009年10月15日発売
第一話：二人のはじまり
エリカとセリカの日常生活を描いている。セリカがエリカに何か隠し事をしている。
第二話：スィートバレンタインラプソディー
達磨と津軽のバレンタインデーの一日を描いたストーリー。『ROOTS26』の表紙ページに描かれていた漫画が基になっている。
第三話：惚れ薬 一時間目
彩葉とリリスがオカルト研究部で惚れ薬を作った事による、これから起こる大騒動。
第四話：遠い約束
士朗の回想とも言える夢の中で書かれた士朗とエレキ、そして紗矢の幼少期のストーリー。紗矢のプロフィールを基にしている。
オープニングテーマ：たからもの
歌：エリカ（CV：佐藤利奈）&セリカ（CV：中原麻衣） 作詞：星野奏子 作曲：DJ YOSHITAKA 編曲：木之下慶行
エンディングテーマ：Roots of My way!
歌：ナイア（CV：浅野真澄） 作詞：川鍋ゆみ 作曲：dj TAKA 編曲：日暮和広
beatmania IIDX Spin-off Drama ROOTS26 S[suite] Vol.2
2009年12月24日発売
第一話：スィートホワイトラプソディー
達磨と津軽によるホワイトデーの一日を描いた内容。『ROOTS26』の表紙ページに描かれた漫画が基になっているがドラマCDではナイアが津軽の愚痴を聞いてあげるシーンが追加されており、また達磨が津軽に渡したものが飴玉が入った瓶とウサピッドと呼ばれるウサギのぬいぐるみから大きめのテディベアに変更されている。
第二話：Ah-夏休み〜!
ユーズが（サボって）メンバー達を誘って海へ出かけるお話。
第三話：京都からの襲来!（ふぁーすとあたっく）
「白黒コンビ」がケイナのいるユーズの事務所へ向かい、書物の解析を依頼する。『ROOTS26』でのケイナ・緋浮美のプロフィール公開時に掲載された短編小説が基になっている。
第四話：二人のつながり
エリカがケイナのパソコンから、生き別れの姉妹を目にし、確認を取るために士朗を呼ぶ。その日の夜、士朗は紗矢に遭遇する。IIDXバイブルのエリカとケイナのプロフィールが基になっていると思われるが、士朗と紗矢のストーリーは新たに書き下ろされたストーリーであるため、IIDXバイブルの内容とは全くの別物になっている。
オープニングテーマ：Medicine of love
歌：彩葉（CV：植田佳奈）&理々奈（CV：能登麻美子） 作詞：星野奏子 作曲・編曲：木之下慶行
エンディングテーマ：Roots of My way!
歌：ナイア（CV：浅野真澄） 作詞：川鍋ゆみ 作曲：dj TAKA 編曲：日暮和広
beatmania IIDX Spin-off Drama ROOTS26 S[suite] Vol.3
2010年3月24日発売
第一話：スィートビターアフタヌーン
ダイエットを始めたセリカ。ファミレスに来た孔雀・達磨、そしてエレキ。彩葉とリリスが完成させた惚れ薬の実験台を探す。とある午後のお話。
第二話：京都からの襲来!（せかんどあたっく）
梅桐家の長女、天土と神崎家の養女、紗矢の遭遇。梅桐の次女・緋浮美が目にした悲劇。『ROOTS26』でのエレキ・天土のプロフィール公開時に掲載された短編小説が基になっている。
第三話：雪裏（せつり）の邂逅
弦士の意に反した紗矢はエリカを捕らえるためにエリカに連絡をすることに。セリカ達はエリカがいないことに心配になり手分けして探すことになる。
第四話：いつか、その時に ※この話のみ二部構成となっている
第一部：士朗と紗矢の戦い。
第二部：数年後のクリスマスイブ、とある研究機関の一室に一人の少年がいた。彼は嘗て「ダルマ」と呼ばれていた少年だった。
オープニングテーマ：Eternal Tears
歌：津軽（CV：釘宮理恵） 作詞：星野奏子 作曲・編曲：生田真心
エンディングテーマ：Roots of My way!
歌：ナイア（CV：浅野真澄） 作詞：川鍋ゆみ 作曲：dj TAKA 編曲：日暮和広
beatmania IIDX Drama CD ROOTS26 Vol.4
2011年2月23日発売 / 日常編（S[suite]）と未来編（ALFARSHEAR）の二枚組
テーマソング（日常編）：RESISTANCE
歌：セリカ（CV：中原麻衣）
テーマソング（未来編）：LETHEBOLG〜双神威に斬り咲けり〜
歌・作詞・作曲：TЁЯRA
beatmania IIDX Drama CD ROOTS26 Vol.5
2012年2月29日発売 / 日常編（S[suite]）と未来編（ALFARSHEAR）の二枚組
テーマソング（日常編）：異心前進♪ぴょんぴょんぴょん
歌：アメト（CV：田村ゆかり）
テーマソング（未来編）：LETHEBOLG〜双神威に斬り咲けり〜
歌・作詞・作曲：TЁЯRA

## ツガル -未来編-
『Roots26 S[suite]Vol.3』のブックレットの巻末ページ、および『Roots26 S[suite]Vol.4 ALFARSHEAR』に掲載、収録されていた遠い未来を描いた作品。音楽ゲーム『beatmaniaIIDX 19 Lincle』では、楽曲「LETHEBOLG〜双神威に斬り咲けり〜」のプレイ中に、未来編を描いたものと思われるムービーが流れる。
あらすじ
神崎士朗の「廻炎」を受け、長き眠りについた菱宮津軽は遠い未来で目を覚ます。崩れる神殿の中で「クガナ」という少年に出会った津軽は、不思議な世界を舞台にクガナと旅をすることになる。
世界観
魔法が存在する世界。未来編の世界には、「アインヴァスタ王国」「バルジナル皇国」「プラムローニア王国」の三国が存在し、平和主義のアインヴァスタと軍国主義のバルジナルは敵対関係にある。この世界では、騎士と魔道士が契約してパートナーを組んでいる。
登場人物
ブックレットに書かれていた人物。現時点で各キャラクターの詳細は不明。なお、一部キャラクター名はコナミスタイルのキャスト欄にて公開された。
ツガル
嘗て士朗の神崎流古武術「廻炎」を受け、老化することも無く眠りに付いた少女。今となっては遺跡と化した場所でアルファルの巫女として目を覚ますが記憶は失っている様子。そのときクガナという達磨に似た少年に出会い、記憶を求めて旅に出る。
クガナ
神殿の守り人の少年。達磨に似ている。首元に達磨のヘルメットに似た装飾が施されている。
エルク
エレキに似た男。バルジナル皇国の騎士。アルファルの巫女を探しており、ツガルを強引に連れて行こうとする。
セリューシア
エレキに似た男が口にしていた名前。
ユーズに似た男
右目を包帯で眼帯のように隠し、胸部と肩部のみの鎧を着用している。
リリス
リリスに似た女性。リリスと違い性格はやや冷酷。エルクとの契約魔道士。
ゼロス
バルジナル皇国の神官。セムに似た男性。リリスが「お兄様」と発言していた。
サイ
茶倉に似た女性。一人称は「私」。イルフィの護衛騎士。「〜でござる」という口調で話す。
イルフィ
プラムローニア王国の第三王女。彩葉に似た女性。デュエルに似た男と剣を交わらせていた。
デュエルに似た男
彩葉に似た女性と剣を交わらせていた。
ニクスに似た男
ドラゴンを模した帽子を被っている。
サイリウス
サイレンに似た男、ニクスに似た男が口にしていた為、階級は中将であることも判明したが下の苗字までは判別出来ず。
シャル・ロウ
士朗に似た男。アインヴァスタ王国の騎士。アルファルの巫女を探しており、結果、ツガルとクガナと共にアインヴァスタ王国を目指して旅をすることになる。
アメト
天土に似た女性。ロウとの契約魔道士。
ワード
冬夜に似た男性。騎士。クガナと関係があると思われる。
ネイア
ナイアに似た女性。ワードとの契約魔道士。

## 「HEROIC VERSE」以降のキャラクター設定
前述のとおり、2010年代に入ってからは長らくゲーム内のストーリーでは登場しなかったROOTS26の面々であったが、「27 HEROIC VERSE」以降、システムボイスやイベントストーリーなどで再登場している。
ただし、年月が空いたことや作品ごとのテーマに沿った設定がされていることも多く、過去のストーリーやドラマCDなどと地続きでつながっているかは不明な部分も多い。「28 BISTROVER」のように基本設定のみ受け継いだパラレルワールドのような世界観を描いている作品も存在する。
よって、ここでは「HEROIC VERSE」以降の作品の各キャラクターの設定などを別項目として設け、各々記述する。

### HEROIC VERSE

#### 登場キャラクター
姫留(ヒメル)
声:ゆかな（『HEROIC VERSE』システムボイス）
初出は『beatmania IIDX 25 CANNON BALLERS』のポスター。名前の由来はGOLIのツイートからドイツ語であることが判明している（後述のカードコネクトの表記から、「空」を意味する「Himmel」からと推察される）。一人称は「私」。フルネームは「キャロライン・姫留・クルーズ」。長らくROOTS26に該当するか不明だったが、カードコネクトで排出されるカードから、正式に該当していることが明らかになった。
日本人とアメリカ人のハーフであり、兄も日本に住んでいる。父が大富豪であり、自身も令嬢として恥じないようにサイレンのもとで「修行」に励んでいる。いわゆるお嬢様言葉は勉強中で、ところどころでボロが出る（システムボイスでは（おそらくプレイヤーに対して）普通にタメ口で話している）。サイレンの裏の姿は知らないようで、ROOTS26の他の人物ともほとんど面識がなかった。
小さいころに助けられたという「魔法少女」に憧れ、サイレンのもとで日々訓練をしている。スパルタな鍛錬に弱音を上げることも多く、隙を見て逃げ出しては捕まっている。一方で、プライドの高さ故に芯は強く、なんだかんだできちんと最後まで修行をやり抜くタフさは備えている。
「二十六家」としては十番目に「卑弥呼」の力を与えられた「十与（トヨ）」の血を受け継いでおり、「天乃異倭都」への扉をこじ開ける力を持つ。また、人から発せられる霊気を匂いとしてとらえられる力を持っている。この2つの力により、茶倉とつながれている「影柱」を見つけ、救い出すことに成功した。
サイレン
姫留の執事として登場。日本語についてはネイティブレベルまで上達している。姫留のことは「お嬢様」と呼んで仕えているが、たびたび修行をサボろうとする彼女に対して辛辣な発言も多い。執事は表の姿で、裏では「C-II-A」という機関で「試験」という名のスパイ活動をしていることがデュエルとの会話から匂わされている（それまでにどのような経歴があったかは不明）。
「一人前の令嬢になるための修行」という名目で彼女を「ヒロイックヴァース」という施設の中にあるスポーツジムで徹底的に鍛えさせており、「いつもジムに行っているような気がする」と姫留に指摘されたときは「気のせい」とはぐらかしている。
姫留に過酷な訓練をさせていたのは、「二十六家」の末裔である彼女が、将来危機に瀕した時や命を狙われたときに自ら守り抜く術を身につけさせるためである。「執事」という名目で彼女の元にいるのもその準備をさせるため。
もちろん彼自身の力も伊達ではなく、紗矢にヒロイックヴァースを襲撃された際にテスト段階であった「I.N.U」の原型となるパワードスーツ「EAGLE」を装備し応戦、実力を発揮している。
緋浮美
イベント「HEROIC WORKOUT!!」のROOM 1のボスとして登場。ボスとしての二つ名は「来訪せし陰陽錬金術師」。
デュエル
「HEROIC WORKOUT!!」のROOM 2のボスとして登場。二つ名は「ライトノベルTROOPER」。以前と変わらず文筆業を生業としているが、「M-II-6」という機関に所属しており、何らかの調査のためにヴァースまで潜入してきた模様。
天土
「HEROIC WORKOUT!!」のROOM 3のボスとして登場。二つ名は「梅桐家当主・陰陽錬金術師」。サイレンのことを「諜報員のヒゲ殿」と呼んでおり、裏の姿やその目的を知っている。姫留とは京都で一度会ったことがある。スクール水着に浮き輪持参という出で立ちで姫留からさんざん「おこちゃま」呼ばわりされたことでカチンと来たことで勝負を挑んでくる。
鉄火
「HEROIC WORKOUT!!」のROOM 4のボスとして登場。二つ名は「炎の寿司（見習い）ファイター」。実家の寿司屋「鉄寿司」は江戸時代末期に刀工から鞍替えして開業したことが明らかになった。ラノベばかり読んで現を抜かしていたところを祖父にとがめられ、ヒロイックヴァースに連れてこられた。
茶倉
「HEROIC WORKOUT!!」のROOM 5のボスとして登場。二つ名は「寿司屋の女中剣士」。「鉄寿司」で最近働き始めた。なぜか名字を「早乙女」と偽っており、その日の昼間の記憶がないなど不可解な部分が多い。姫留との勝負後、突然かかってきた非通知電話の声に導かれるように姿を消す。
後述する「戌（瑠璃）」の正体。大伴家が没落したのち、神崎家の支配下に置かれ洗脳されていた。紗矢の策略によって「傀儡子」の術式を施され、「影柱」の1つと完全に結びつき「卑弥呼」と心をほとんど同一化している。そのため、他の戌と比べて戦闘力、洗脳の強さ、また洗脳が解けた際の精神的ダメージも桁違いに大きい。「傀儡子・大伴 茶倉」として「HEROIC WORKOUT!!」の最後のボスとして立ちはだかる。
姫留が「天乃異倭都」をこじ開け、つながれていた「影柱」を抜いたことによって「I.N.U」の装備から解放された。一時的に意識を失っていたが、洗脳からも解け、幸いにも精神的ダメージは負わずに済んだようである。
紗矢
都内某所で戌とともに姫留の動向を監視している。その目的は古代の支配者「卑弥呼」からの強大な力を受け継ぐ「二十六家」すべてを我が物とし、「血の勾玉」を復活させること。「二十六家」の末裔である人間を洗脳し、神崎家が開発した（正確には梅桐家から技術を盗んだ）パワードスーツ「I.N.U」（Infinity Nightmare Unit）を装備させ襲撃を繰り返していた。このように目的のためであれば手段は問わない危険な人物であり、サイレンからは最大級に警戒されていた。
「HEROIC WORKOUT!!」最終段階でヒロイックヴァースを戌とともに襲撃。しかし、姫留が持つ力を目の当たりにしたことにより、計画は失敗と判断し、煙幕を使い退散した。
戌
紗矢と行動を共にする、攻撃の実行部隊の総称。「瑠璃」「翡翠」などの呼び名を持つ、複数の個体が存在。前述のとおり、パワードスーツ「I.N.U」を装備した「二十六家」の末裔が正体で、装備によりその力を数倍に引き上げている。相手に逃げられないように幾重にも結界を張ることができる。

#### 用語解説
上記で初出した用語については、ドラマCD以降に作られた設定も多く、楽曲ではムービーで断片的に語られることはあれども、楽曲コメントで詳細が記されることはないこともある。この辺りの用語についてはGOLIによる画集「The Golden Liner」(Rootage ORIGINAL SOUNDTRACK 20th Anniversary Edition 特典）に詳しい。以下、それに準じて記す。
卑弥呼（ヒミコ）
史実上の卑弥呼とは異なる、1800年前に突如日本に現れ国を掌握した生命体。「卑弥呼」はあくまでも仮の名でしかない。各地の勇士から26人に「血の勾玉」と呼ばれる秘術を使い絶大な力を付与し、戦力の増強をした。日本制圧の直前に先の26人に裏切られ、異界「天乃異倭都（あまのいわと）」に封印された。天乃異倭都での卑弥呼は数百万もの杭（神崎家のみ「影柱」と呼ぶ）が打たれており、この杭を媒体として二十六家は卑弥呼の力を引き継いでいる。
血の勾玉
卑弥呼が有していた術式であり、力の源。神崎家は「卑弥呼」を代々祀っており、代を重ねることに薄れていく卑弥呼の象徴である勾玉の力を復活させるべく暗躍している。この活動は紗矢の父である神崎弦士のころからより積極的になっている。
二十六家
「卑弥呼」によって強大な力を得た26人から派生した家系全体を指す。梅桐家・神崎家・大伴家などがこれに該当し、末裔であっても「卑弥呼」の杭の力を受け継ぎ、常人にはない力を有している。
傀儡子
紗矢が茶倉に施した秘術。この術により、茶倉は紗矢の文字通り「傀儡」となっており、部分的に記憶を操作されているのみならず、紗矢の言葉に逆らうこともできなくなっている。

### BISTROVER

#### 登場キャラクター
ジルチ
レストラン「BISTROVER」のオーナーシェフ。料理の腕は非常に高く、前菜からデザートまで、一人でオールジャンルを作ることができる。
スケベな性格は相変わらずであり、ツガルやシアには趣味でミニスカのメイド服にローラースケートという出で立ちで働かせている（本人曰く、ローラースケートによってスカートが舞い上がるのが良いとのこと）。この変態っぷりにツガルたちは呆れており、冷たくあしらっている。
「世界中の料理と音楽を提供すること」を目標としているが、経営難に陥っていたため、料理研究のために国外へ出るときは菱宮財閥の資金をあてにしている。基本男性従業員には冷たいが、プレイヤーのことは「ブラザー」と呼び、音楽を奏でる存在として大切に扱っている。彼のレストランに経営を辞める旨の脅迫状が届いたことから物語が展開していく。
なお、BISTROVER末期のシステムボイスでは「レストランは閉店してラーメン屋を開業する」という発言をしていた。
津軽
レストラン「BISTROVER」に職業体験中のアルバイトとして登場。ジルチの性格には呆れつつも、見放すような行動は取らない（冷たくツッコミを入れることはある）。「大人のレディ」を自称しているが、まだまだ子供っぽいところが抜けていない様子。プレイヤーに褒められたり、気が抜けると東北弁が戻ってしまう。また、ローラースケートに慣れていないからか、よく転んでしまう。
シア
レストラン「BISTROVER」に職業体験中のアルバイトとして登場。口癖の「にゃ」は戻っており、制服にも猫耳を付けている。ジルチとツガルが世界へ旅立っているときは、彼女は店番をしている。ツガルよりは、ジルチの言動をそこまで嫌がってはいない様子。
識
以前と変わらずゲームセンターの経営をしており、バンド活動も続いている。ジルチに無理やりレストランに呼び出され、店員に扮して脅迫状についての調査をするよう命令された。当然断ろうとしたが、ツガルやシアの期待の眼差しを裏切ることができず、渋々引き受けることにする。しかし、料理勝負となった際には、「乗り掛かった舟」として全力で協力していた。
ケイナ
以前と同じくパソコンオタクで、バンド活動も続けている。識と同じくジルチに呼び出され、偵察活動を命令される。彼もまたツガルたちの視線に根負けし、渋々引き受けることにする（このとき「ジルチ、謀ったな…！」と心の中で呟いている）。料理勝負の際には、識と同じく「BISTROVER」を手厚くサポートした。
ナイア
元の設定を流用してか、チャイナドレスを着用している。レストラン「BISTROVER」の従業員かどうかは不明。彼女が見つけた手掛かりから「BISTROVER」への嫌がらせの犯人像が浮かび上がってくる。
チャオ
高級中華料理店「紅海灘宮」のスーシェフ（副料理長）。中性的な見た目をしているが、最終的には女性であることが判明した。小柄な見た目で、一見して子供と見間違われる（実際年相応に恥ずかしがったり泣きだしたりする描写もある）。一人称は「ワタシ」。「～アル」「～ネ」という語尾で話す。ジルチと津軽が店に偵察に行った際に料理に対して「てんでダメ」と発言されたことで怒り、「BISTROVER」への営業妨害を始めた。
その後ジルチに料理勝負を仕掛けるが、僅差で敗北。先の発言も、高級食材を使うゆえに「BISTROVER」へのレシピとしては使えないということだけで、誤解であった。ジルチもチャオの料理の腕前は十分に評価していたが、チャオが負けたときはジルチの要求を聞く（「BISTROVER」の店員として働く）という目的のためにわざと泳がせていた。結局ジルチの要求を聞いた彼女は「BISTROVER」でウェイトレス姿でホールで働くことになった。ちなみに皆から「可愛い」と言われると顔を真っ赤にして照れていた。
のちに明記された姫留と異なり、彼女をROOTS26の一員とするのかは不明。GOLI自身もこの旨の発言はしていない。
孔雀
ジルチの「エロ仲間」として登場。相変わらずの特技を活かしてチャオのスリーサイズを瞬時に測定し、完璧なウェイトレスの制服を製作する。ちなみにナイアには余計な一言を言ったせいで鉄拳制裁を喰らっている。

### CastHour

#### 登場キャラクター
過去・現在・未来のうち、達磨は現在と未来、緋浮美は過去と現在の2つの姿が描かれる。
達磨
現在の姿としては中学生として登場。動画プラットフォーム「キャストアワー」にゲームのプレイ動画をアップしている。活発で前向きな発言が多く、ドラマCDでの日常編を想起させる性格になっている。
未来の姿としては「D」というコードネームで活動する研究者として登場。プレイヤーがこの時代になってもキャストアワーに興味を持つことに関心を持ち、研究に協力させる。プレイヤーの熱量を使ってキャストアワーに存在するはずの「とある人物」の過去の映像を辿ろうとしている。ドラマCDの第四章第二話と設定で深くつながりがある。また、同作中に解禁できた楽曲「Arkadia」のムービーやGOLIのコメントにより、はっきりと時系列がつながっていることが明らかになった。「スマホ」などCastHour稼働時点でメジャーであったものは2036年には廃れているらしく、「あんたレトロなものが好きなのか？」と話すなど、棘のある言葉も多い。
緋浮美
過去の姿としては達磨と同じような中学生として登場。京都生まれであるが学園教育の一環で東京で寮生活中。ただし、今は「キャストアワー」にゲームのプレイ動画をアップすることに夢中になっている。未来の姿と比べるとかなり感情表現が豊か。
現在の姿としては過去作のような落ち着いた性格の京言葉を話す大人の女性として登場。季節が進むごとにプレイヤーに対して既視感があるような発言や時間を行き来するかのようなプレイヤーの行動に興味を持つような発言が増えていく。姉の話や神崎家との関係など、彼女も達磨と同じくドラマCDの設定を引き継いでいる。

### RESIDENT
士郎
ライブハウス「CLUB RESIDENT」のレジデントDJ。DJの基礎・スクラッチのテクニックや曲間のミックスなど知識も技術も高い。IIDXの過去作のキャッチコピーとかけ合わせたセリフも多く発言する。天土と鉢合わせたときに名前を「あまど」と読み間違えて怒られている。
天土
「CLUB RESIDENT」の「れじでんとDJ（仮）」。DJとしてはまだまだ見習いであるが、いつかは大きなフェスの舞台に立ちたいという野望を持っている。技術よりは流す曲全体のテーマを固めるのが好きな模様。自分の容姿には自信がある一方、寂しがり屋な性格で、プレイヤーと一緒にいることが嬉しい様子。

## ポスターの変遷
基本的には新キャラクターが描かれる。
- 2nd style : ユーズ、ナイア
- 3rd style : 士朗、セリカ、ユーズ、デュエル、サイレン
- 4th style : 孔雀、セリカ、エリカ
- 5th style : 識、ケイナ、ジルチ、セリカ、エリカ
- 6th style : エレキ
- 7th style : セリカ、エリカ、セム(ロケテスト版のみ)
- 8th style : ダルマ、ツガル
- 9th style : 彩葉、英利
- 10th style : 10作目記念のため全員（鉄火が中央に描かれている）
- IIDX RED : 茶倉
- HAPPY SKY : シア
- DistorteD : ユーズ
- GOLD : 緋浮美
- DJ TROOPERS : デュエル、茶倉
- EMPRESS :天土、紗矢
- SIRIUS : 戌
- Resort Anthem : 彩葉、リリス
- Lincle : セリカ、エリカ
- tricoro : 20作目記念のため全員（最上段中央に姫留と思しき女性が描かれている）
- SPADA : 鉄火
- PENDUAL : 天土、緋浮美
- copula : 彩葉、リリス（この組み合わせは2度目）
- SINOBUZ : ユーズ、セム、茶倉、紗矢
- CANNON BALLERS : 姫留、ナイア、ニクス、英利（ロケテスト版では、姫留はラリーカーの助手席に、ヘルメットを被って座っている）
- Rootage：士朗、エレキ、天土、姫留
- HEROIC VERSE : サイレン, 姫留
- BISTROVER : 識、ケイナ、ジルチ、ツガル、シア
- CastHour : ダルマ、緋浮美
- RESIDENT : Rootageと同じ
- EPOLIS : セム、ユーズ、セリカ、エリカ
- Pinky Crush : エレキ、鉄火、シア、ツガル

家庭用での描き直し
上記ポスターのうち『9th style』と『HAPPY SKY』のポスターは当該シリーズの家庭用のソフトパッケージでは別の画像に差し替えられているが、これはアーケード販促用の画像がCEROの規定する年齢規定やコンテンツディスクリプターアイコンの付加条件(セクシャル)に抵触するためである(『9th』、『HAPPY SKY』それぞれ過度に女性の脚部を強調している)。『GOLD』のポスターは前述2作よりも更にそうした描写が為されていたが、タイトルロゴで脚部を覆う工夫をしたため差し替えを免れたようである。

## 備考
- 長らく続くシリーズではあるが、『pop'n music』シリーズでは20作もの間ゲストとして出演していなかった。
  - 津軽の項目で記述されているが、元々『pop'n music 9』でセリカ・エリカが出演される予定だったことがわかる。また『pop'n music 10』の企画でユーザーから「トラン以外のIIDXキャラもポップンミュージックに出してほしい」という意見があるが、これはGOLIのキャラクターを指している可能性が高い。しかし「ポップンにIIDXのmurmur twinsを移植してほしい」という意見があったために、IIDXキャラの出演はこちらに取って代わられることになった。
  - その後長い年月を経て、21作目である『pop'n music Sunny Park』にて、『beatmania IIDX 19 Lincle』より移植された「恋する☆宇宙戦争っ!!（ジャンル名：ハイブリープ）」の担当キャラとして水城セリカが登場を果たした（なお、この曲は『SOUND VOLTEX BOOTH』にて「恋する☆宇宙戦争っ!! あばばばみっくす」としてリミックスされた際、ピンクの髪色つながりでNOVICEのジャケットを同作のレイシス、ADVANCEDを『Dance Dance Revolution』のリノン、EXHAUSTを『pop'n music』のスミレが担当していた）。
- Roots26 S[suite]Vol.2まではIIDXが切っ掛けで知り合った仲間達による日常を描いたストーリーだったが、Roots26 S[suite]Vol.3では一転してシリアスな展開・悲劇的な結末が描かれることになった。